# Amor

«El amor de los jóvenes no está en el corazón, sino en los ojos».
William Shakespeare. Pintura de Frank Dicksee (1884).

El amor es un concepto universal relativo a la afinidad o armonía entre seres, definido de diversas formas según las diferentes ideologías y puntos de vista (artístico, científico, filosófico, religioso). De manera habitual, y fundamentalmente en Occidente, se interpreta como un sentimiento relacionado con el afecto y el apego, y resultante y productor de una serie de actitudes, emociones y experiencias. En el contexto filosófico, el amor es una virtud que representa todo el afecto, la bondad y la compasión del ser humano.También puede describirse como acciones dirigidas hacia otros y basadas en la compasión, o bien como acciones dirigidas hacia otros (o hacia uno mismo) y basadas en el afecto.
En español, la palabra amor (del latín, amor, -ōris) abarca una gran cantidad de sentimientos diferentes, desde el deseo pasional y de intimidad del amor romántico hasta la proximidad emocional asexual del amor familiar y el amor platónico,incluso se refiere a la profunda devoción o unidad del amor religioso.
En este último ámbito, trasciende del sentimiento y pasa a considerarse la manifestación de un estado del alma o de la mente, identificada en algunas religiones con Dios mismo o con la fuerza que mantiene unido el universo.
Las emociones asociadas al amor pueden ser extremadamente poderosas, llegando con frecuencia a ser irresistibles, y pueden ser tanto placenteras como dolorosas (sobre todo en el mundo occidental). El amor en sus diversas formas actúa como importante facilitador de las relaciones interpersonales y, debido a su importancia psicológica central, es uno de los temas más frecuentes en artes como el cine, la literatura o la música.
Desde el punto de vista de la ciencia, lo que conocemos como amor parece ser un estado evolucionado del primitivo instinto de supervivencia, que mantenía a los seres humanos unidos y heroicos ante las amenazas y facilitaba la continuación de la especie mediante la reproducción.
La diversidad de usos y significados y la complejidad de los sentimientos que abarca hacen que el amor sea especialmente difícil de definir de un modo consistente, aunque, básicamente, el amor es interpretado de dos formas: bajo una concepción altruista, basada en la compasión y la colaboración, y bajo otra egoísta, basada en el interés individual y la rivalidad. El egoísmo suele estar relacionado con el cuerpo y el mundo material; el altruismo, con el alma y el mundo espiritual. Ambos son, según la ciencia actual, expresiones de procesos cerebrales que la evolución proporcionó al ser humano; la idea del alma, o de algo parecido al alma, probablemente apareció hace entre un millón y varios cientos de miles de años.
A menudo, sucede que individuos, grupos humanos o empresas disfrazan su comportamiento egoísta de altruismo; es lo que conocemos como hipocresía, y encontramos numerosos ejemplos de dicho comportamiento en la publicidad. Recíprocamente, también puede ocurrir que, en un ambiente egoísta, un comportamiento altruista se disfrace de egoísmo: Oskar Schindler proporcionó un buen ejemplo.
A lo largo de la historia se han expresado, incluso en culturas sin ningún contacto conocido entre ellas, conceptos que, con algunas variaciones, incluyen la dualidad esencial del ser humano: lo femenino y lo masculino, el bien y el mal, el yin y el yang, el ápeiron de Anaximandro.

## Dos formas de entender el amor
Los seres humanos podemos desarrollar en esencia dos tipos de actitudes: bajo una de ellas somos altruistas y colaboradores, y bajo la otra somos egoístas y competidores. 
Incluso existen personas totalmente polarizadas hacia una de las dos actitudes por voluntad propia; por ejemplo, los monjes budistas están totalmente volcados hacia el altruismo, y los practicantes del objetivismo, hacia el egoísmo. Y también existen personas que combinan ambas formas de ser, comportándose, unas veces, de forma altruista y colaboradora, otras, de forma egoísta y competitiva, y otras, de forma parcialmente altruista y competitiva. En algunas partes del mundo predomina el altruismo (Tíbet), de modo que el egoísmo se ve en general como algo negativo. Y existen grupos humanos donde sucede lo contrario. Todas las guerras de la historia nacieron del egoísmo por parte de, al menos, uno de los dos bandos; todas las situaciones conflictivas del ser humano proceden del egoísmo.

### Enfoque científico del egoísmo y el altruismo

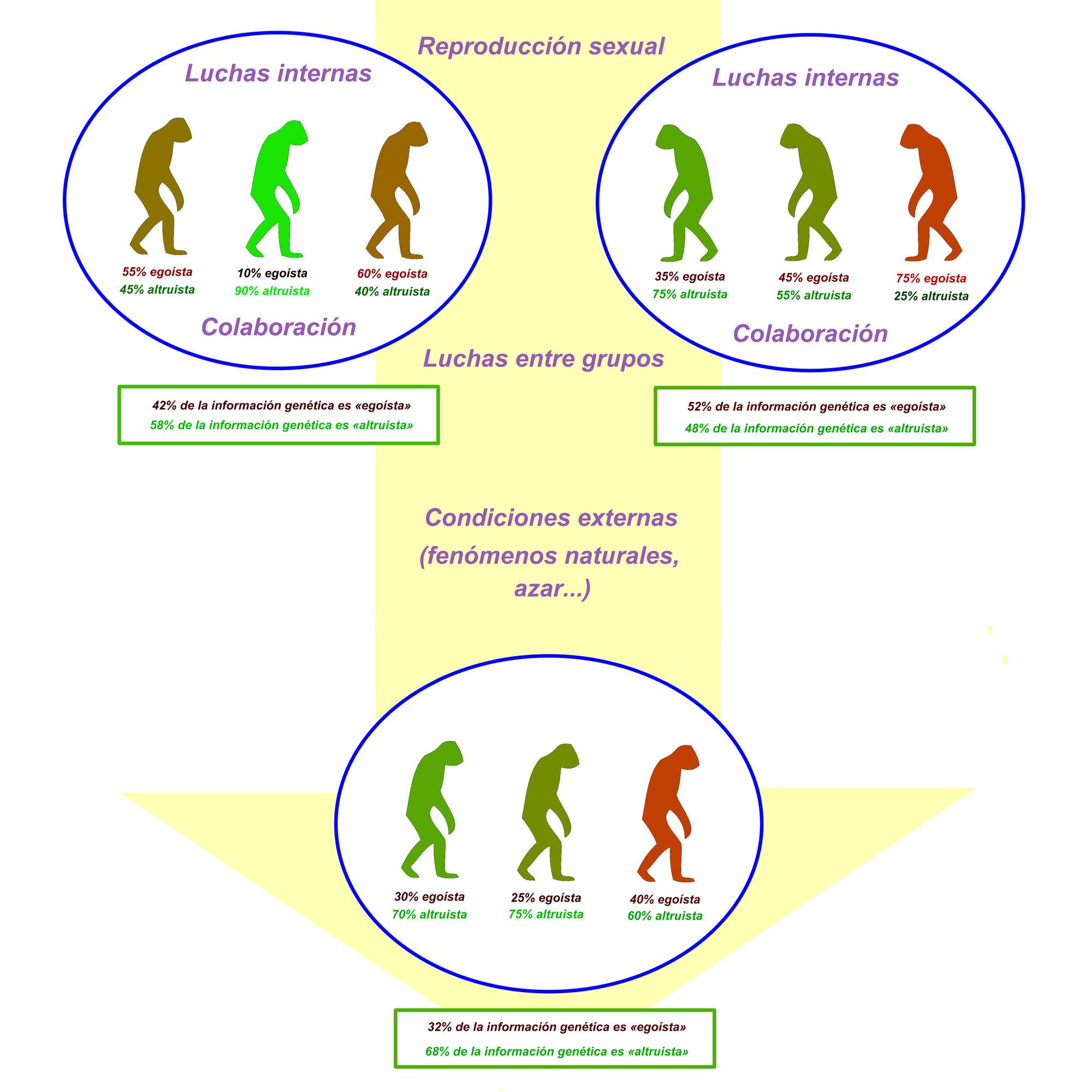
Representación simplificada de la teoría de Dawkins acerca del «egoísmo» de la información genética. Todos los genes, como unidades de supervivencia, son en sí mismos «egoístas», compitiendo entre sí y con los de otros individuos. Una vez alcanzado cierto grado de organización durante el proceso evolutivo de las especies, la información genética que produzca un fenotipo egoísta será a la larga autodestructiva a nivel del grupo humano, mientras que la que produzca un fenotipo altruista (de egoísmo altruista a nivel de gen) facilitará la supervivencia de dicha información. Con los genes actuando irracionalmente, y bajo la «ley natural del más fuerte», se producirá inevitablemente una supremacía del «gen de egoísmo altruista». El intercambio de la reproducción sexual a su vez repartirá dicha información genética entre toda la población.

Richard Dawkins interpreta ambas actitudes como las expresiones del instinto de conservación del individuo (egoísmo) y de la especie (altruismo). Explica que, según una teoría aceptada por algunos biólogos, heredamos los genes responsables de tales actitudes de especies antecesoras, y que, antes de nuestra llegada, la evolución biológica estuvo probablemente controlada por un mecanismo denominado «selección de grupos»; en virtud de este mecanismo, los grupos de individuos en los que hubiese más miembros dispuestos a sacrificar su vida por el resto tendrían mayor probabilidad de sobrevivir que los que estaban compuestos por individuos egoístas; esto daría como resultado que el mundo terminase poblado por individuos altruistas. 
Es una teoría que, aunque proporciona una explicación para el hecho de que actualmente el altruismo predomine en el mundo, genera gran controversia en el mundo científico por contradecir directamente la teoría darwinista; por ello, la explicación personal del autor acerca de la supervivencia del altruismo en el marco darwinista del egoísmo individual es que la unidad de supervivencia no es el individuo, sino el gen; es decir, bajo este punto de vista, los seres humanos y los grupos de seres humanos somos «máquinas de supervivencia» «creadas» por los genes en su propio beneficio.
En cualquier caso, argumenta Dawkins, por el hecho de ser la primera especie racional, también somos la primera especie en la historia de la evolución capaz de elegir entre ambos tipos de comportamiento de forma voluntaria, actuando por lo tanto de forma «independiente» a nuestra propia programación genética.
La evolución parece producirse mediante procesos solapados entre sí y progresivamente refinados. A un nivel inmediato, funciona mediante un simple, gigantesco e irracional proceso de ensayo y error; los éxitos de determinado estado de organización facilitan su continuación. 
No obstante, a medida que la organización se va desarrollando cada vez más, aparecen de forma espontánea métodos de predicción estratégica, que eligen caminos indirectos que, a corto plazo, incluso pueden parecer un error, pero que, considerados en conjunto, constituyen un acierto; este tipo de «conductas» han podido observarse en modelos virtuales de evolución programados en una computadora; la conducta agresiva y egoísta constituye un primer nivel de superorganización, en virtud de la cual el individuo «comprende» que para su supervivencia debe «atacar» a sus rivales antes de acudir directamente a la recompensa, y la conducta altruista es un segundo nivel que surge en el momento en que los individuos desarrollan la capacidad de comunicarse entre sí; en modelos computacionales se ha observado el desarrollo completamente espontáneo de combinaciones de ambos mecanismos, de tal modo que un individuo se comunica con otros varios y «miente» al resto en beneficio del grupo. El egoísmo, de este modo, aparece desde la perspectiva del grupo como un comportamiento táctico, y el altruismo como un comportamiento estratégico.
La inteligencia se constituye como un nivel adicional de superorganización que permite el análisis de la situación global y la predicción del mejor camino a seguir mediante la sustitución en buena medida del método físico del ensayo y error por un proceso paralelo y «virtual», también sujeto a evolución, que se desarrolla íntegramente en el cerebro de los individuos y que se transmite de forma igualmente «virtual» a las generaciones siguientes mediante la educación. Según la teoría de la singularidad tecnológica en conjunción con el concepto de Transhumanismo, se sugiere que pronto tendremos la posibilidad de programar de forma «artificial» nuestra propia evolución de la forma más beneficiosa para todos, aunque, no obstante, existen críticas al respecto.

### Concepción altruista

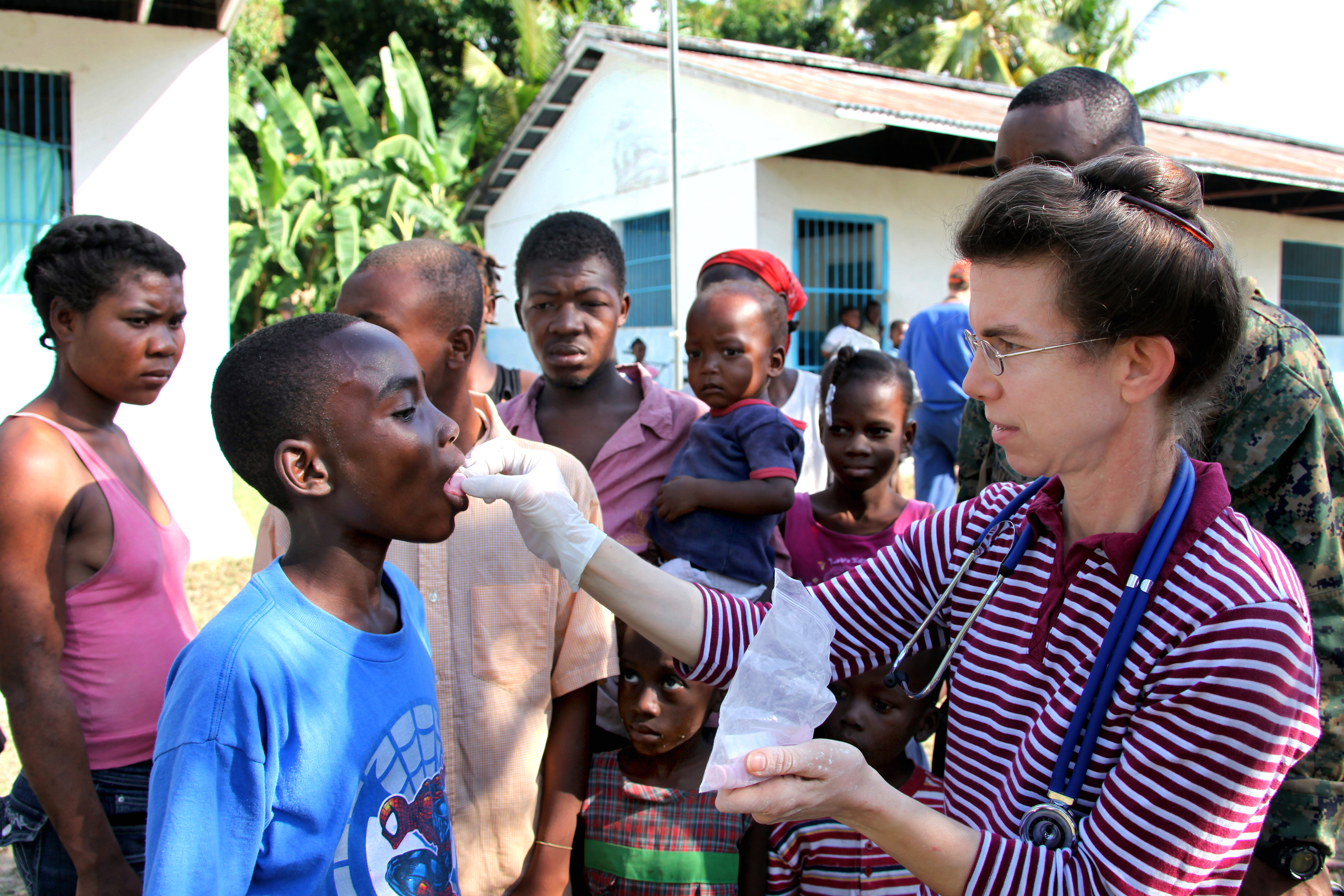
Trabajadora humanitaria medicando a un niño en Léogâne (Haití), tras el terremoto.

El altruismo puede entenderse como altruismo puro, donde no existen apego ni deseo, como en el caso del budismo, o bien como «egoísmo altruista», como en el caso del cristianismo, donde existen apego a un ser superior y el deseo de obtener la salvación. En la práctica, en ambas religiones existen apego y deseo, y en el budismo existe una última etapa previa a la iluminación que consiste en la renunciación a todos los logros conseguidos a cambio de nada, con el objetivo de destruir el ego completamente. Para el llamado «altruismo puro», no existe posibilidad de negociación; las relaciones no son competitivas, sino colaborativas: uno procura el bienestar de los demás sin esperar nada a cambio, y los demás procuran el bienestar de uno.
El budismo sitúa al apego y al deseo como emociones negativas que también producen ira y, en definitiva, sufrimiento. Apego, deseo, ira, miedo e ignorancia (por ejemplo, falta de comprensión de las causas del Duḥkha ajeno) contribuyen a reforzar el ego. En la filosofía budista, el amor real es el amor compasivo, y el amor y el ego son incompatibles. Recientes estudios científicos han demostrado que la meditación budista produce un incremento de la actividad en las zonas cerebrales relacionadas con las emociones positivas y una disminución de la actividad en las zonas relacionadas con la ira y la depresión.
El «egoísmo altruista» es la filosofía de las relaciones humanas predicada por Jesucristo («ama a Dios sobre todas las cosas y al prójimo como a ti mismo»).
El altruismo es la forma de entender el amor para Leibniz, quien cree que, si uno realmente entiende y busca el amor, siempre obtendrá placer en la felicidad de otro.

Amar verdaderamente, y de un modo desinteresado, no es otra cosa que encontrar placer en las perfecciones o en la felicidad del objeto.
Gottfried Leibniz

La psicología humanista considera que el amor es indispensable para conseguir una autoestima saludable.

Es imposible la salud psicológica, a no ser que lo esencial de la persona sea fundamentalmente aceptado, amado y respetado por otros y por ella misma.
Abraham Maslow

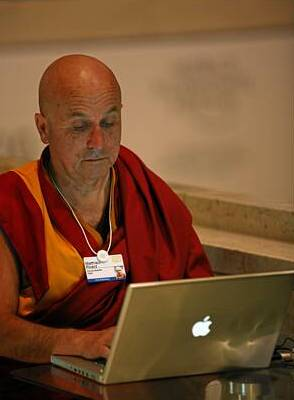
Matthieu Ricard en el Foro Económico Mundial de 2009.

Abraham Maslow sitúa al amor en el estrato de afiliación, entre el de seguridad y el de reconocimiento, dentro de su jerarquía de las necesidades humanas.
Matthieu Ricard, doctor en bioquímica y monje budista, pone como ejemplo los comportamientos altruistas que existieron entre judíos desconocidos entre sí durante la ocupación nazi para ilustrar el hecho de que los seres humanos somos altruistas por naturaleza. «¿Cómo cabe pensar que actuasen por egoísmo en esa situación?», argumenta.

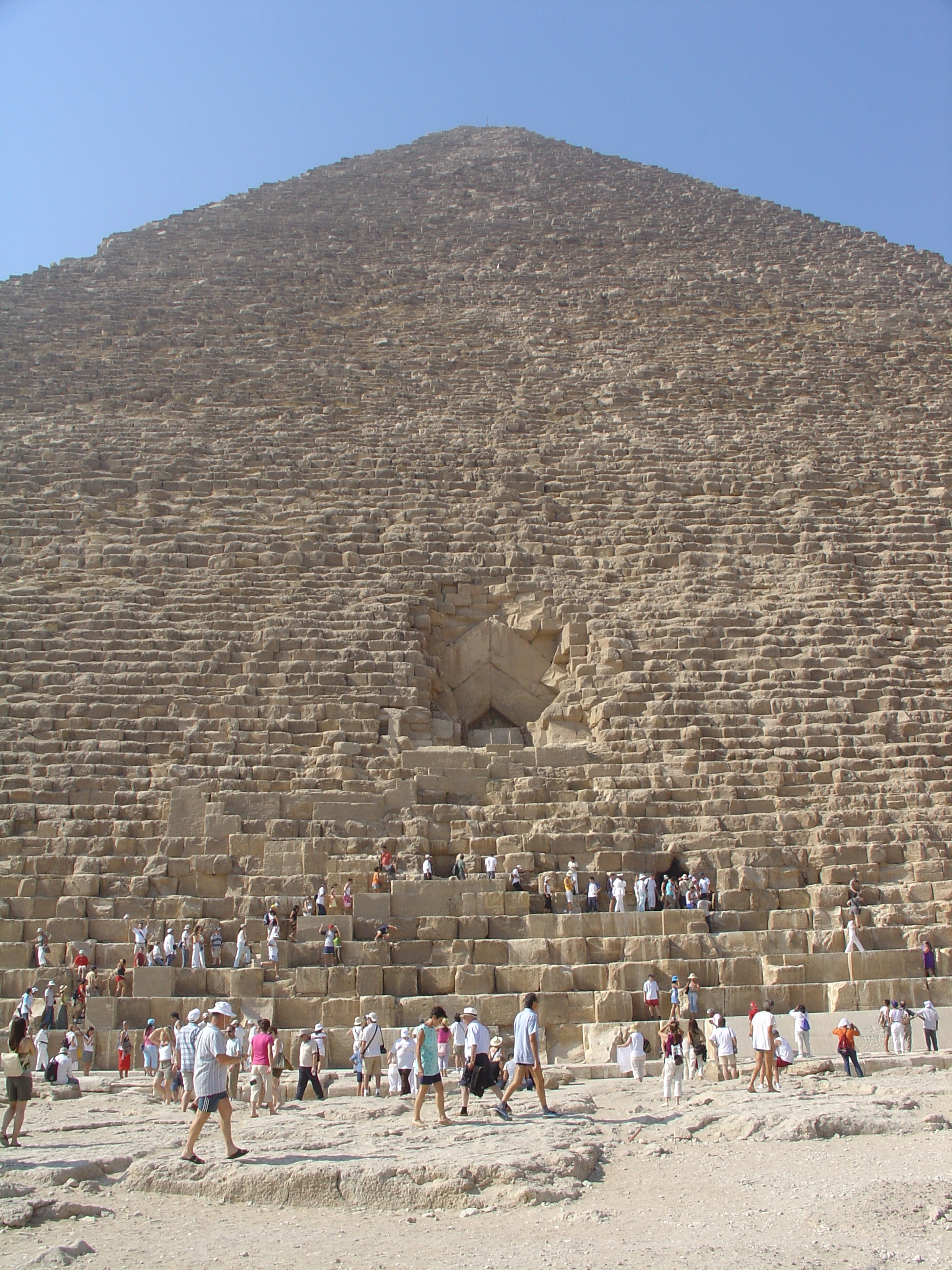
Gran Pirámide de Guiza. Las pirámides de Egipto son monumentos al narcisismo.

#### El amor compasivo desde el punto de vista científico
Matthieu Ricard se sometió a un exhaustivo estudio mediante escáneres cerebrales bajo un estado especial de meditación en el que se genera un estado de amor y compasión puros y no enfocados hacia nada ni nadie en particular. Los resultados mostraron un aumento sin precedentes en la actividad del córtex prefrontal izquierdo del cerebro, relacionado con las emociones positivas, mientras que la actividad en la zona del lóbulo derecho relacionada con la depresión disminuía, como si la compasión fuese un buen antídoto contra la depresión. Y también disminuía la actividad de la amígdala, relacionada con el miedo y la ira. Por otro lado, un grupo de empleados de una empresa realizaron 30 minutos diarios de meditación durante 3 meses. A lo largo del estudio, reportaron un descenso en sus niveles de ansiedad, y se pudo ver que también se incrementaba la actividad de su córtex prefrontal izquierdo.

### Concepción egoísta
La concepción anterior es diametralmente opuesta a la del capitalismo, que promueve el llamado «egoísmo inherente al ser humano», y sobre el cual se basa. Ayn Rand defiende que el egoísmo es en esencia un sentimiento noble, y que cada persona es responsable de su propia felicidad y no de la de los demás. Este pensamiento está íntimamente ligado al capitalismo puro.

Juro, por mi vida y por mi amor por ella, que nunca viviré por el bien de otro hombre, ni pediré a otro hombre que viva por el mío.
Ayn Rand

El amor sexual, en cualquiera de sus variantes, constituye asimismo un amor marcadamente egoísta; lo que se manifiesta como un altruismo hacia la pareja constituye una manifestación de puro egoísmo respecto al resto de la sociedad; el propio acto sexual se desarrolla bajo un estado de egoísmo personal en el que el individuo busca su propio placer, ya sea de forma directa o por la gratificación que le produce el placer de su pareja. En la misma línea, Sigmund Freud consideraba que todas las motivaciones humanas tenían un trasfondo libidinoso, y, por lo tanto, egoísta. Al considerar el amor compasivo sublimado, describe al amor como un comportamiento exclusivamente narcisista; para él las personas solo aman lo que fueron, lo que son, o lo que ambicionan ser; distingue, incluso, entre grados saludables y patológicos de narcisismo. Escribió, entre otras cosas, que el amor incondicional  de una madre lleva a una perpetua insatisfacción: «Cuando uno fue incontestablemente el hijo favorito de su madre, mantiene durante toda su vida ese sentimiento de vencedor, mantiene el sentimiento de seguridad en el éxito, que en realidad raramente se satisface». Es una forma de entender las relaciones humanas que se ha extendido durante el siglo XX desde Estados Unidos a otros países occidentales, y actualmente existe una dura pugna entre sus defensores y detractores. Francia y Argentina son los dos países que más se resisten a abandonar la cultura del psicoanálisis. En España, más del 9% de los psicólogos siguen ya este paradigma.

#### El amor en la sociedad capitalista

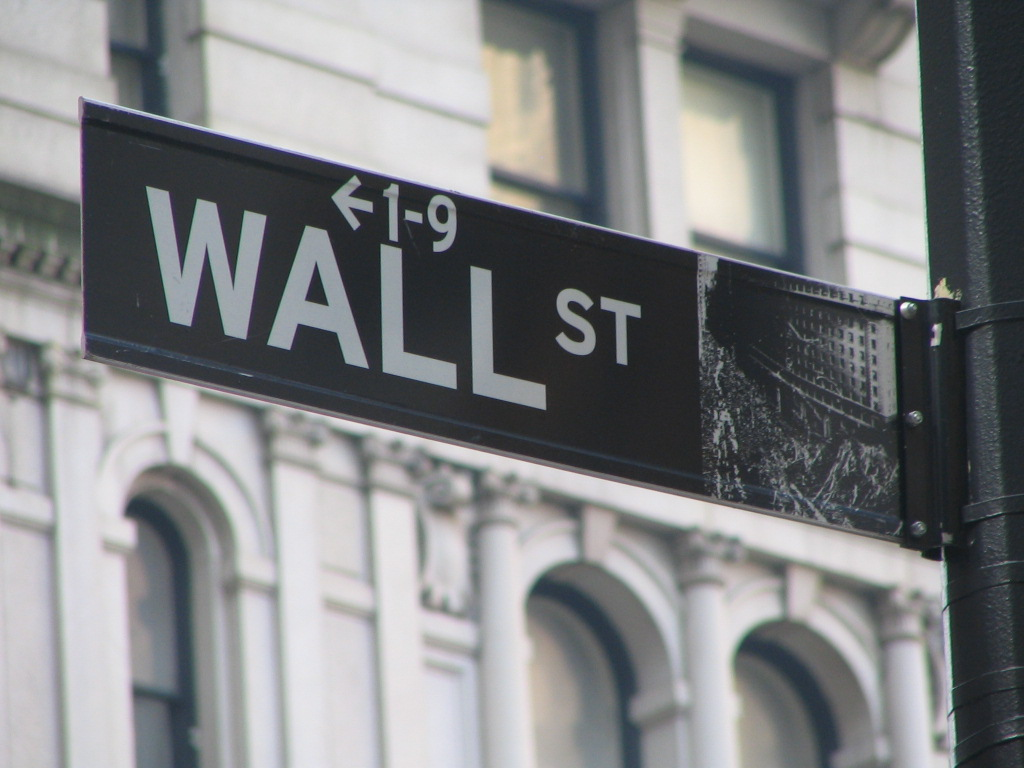
Según Deleuze y Guattari, el capitalismo deshumaniza.

El capitalismo sitúa a la sociedad dentro del marco de un proceso de producción. Con este marco, el amor se convierte en un elemento más de dicho proceso. Las empresas analizan al ser humano y buscan la forma de extraer de él la mayor cantidad de consumo, no dudando en utilizar el amor y el sexo como reclamo de un modo desnaturalizado y grotesco: la empresa evoca en el consumidor sentimientos amorosos y de deseo, pero su fin último no es buscar el amor ni el sexo por parte del consumidor, sino su dinero y su trabajo. Como consecuencia, se produce deshumanización al identificarse el amor a otro ser humano con el amor a un producto, ya que dicha asociación trae, inevitablemente, la asociación del propio ser humano con un producto.
Gilles Deleuze y Félix Guattari consideran que el capitalismo produce una perversión del concepto natural del amor, situando al ser humano como parte de una máquina productora y destruyendo el concepto del cuerpo y el alma. Escriben, en Anti-Edipo: «el capitalismo recoge y posee la potencia absurda y no poseída de la máquina. [...] en verdad, no es para él ni para sus hijos que el capitalista trabaja, sino para la inmortalidad del sistema. Violencia sin finalidad, alegría, pura alegría de sentirse en un engranaje de la máquina, atravesado por los flujos, cortado por las esquizias.» Michel Foucault, refiriéndose a la sociedad capitalista, insiste en su prefacio de 1977 para la edición inglesa de Introducción al esquizoanálisis que se opone «no solo al fascismo histórico, sino también al fascismo que hay en todos nosotros, en nuestras cabezas y en nuestro comportamiento diario, el fascismo que nos hace amar el poder, desear esa misma cosa que nos domina y explota». Podemos encontrar una abierta declaración de muchos de los actualmente tácitos valores del capitalismo agresivo en el Manifiesto futurista, escrito por Filippo Tommaso Marinetti, en 1909.
Dentro de la cadena productiva, o, como se la conoce en el mundo anglosajón, «cadena de comodidad», la mentira también es un elemento válido; de hecho, es un elemento recurrente y necesario para que el sistema no sucumba. Es, literalmente, lo que en política se conoce por demagogia; se miente al consumidor con propósitos egoístas, y ello lleva, según los autores anteriormente citados, a una «esquizofrenia» de las relaciones humanas a todos los niveles, haciendo imposible el amor real.
Werner Sombart consideraba la desnaturalización del amor en la sociedad como una última etapa de un proceso destructivo de evolución que no es privativo de la cultura occidental: En primer lugar, el amor perdió su individualidad con el cristianismo, que lo unificó y teocratizó: ningún amor era genuino si no provenía de Dios, si no era aprobado por la Iglesia. Le siguió un período de «emancipación de la carne», que comenzó con tímidas tentativas y que se continuó, con los trovadores, con un período de sensualidad más acentuada, de desarrollo pleno del amor libre e ingenuo. Por último, aparecieron una etapa de gran refinamiento y, como colofón, la relajación moral y la perversión.

## Manifestaciones del amor

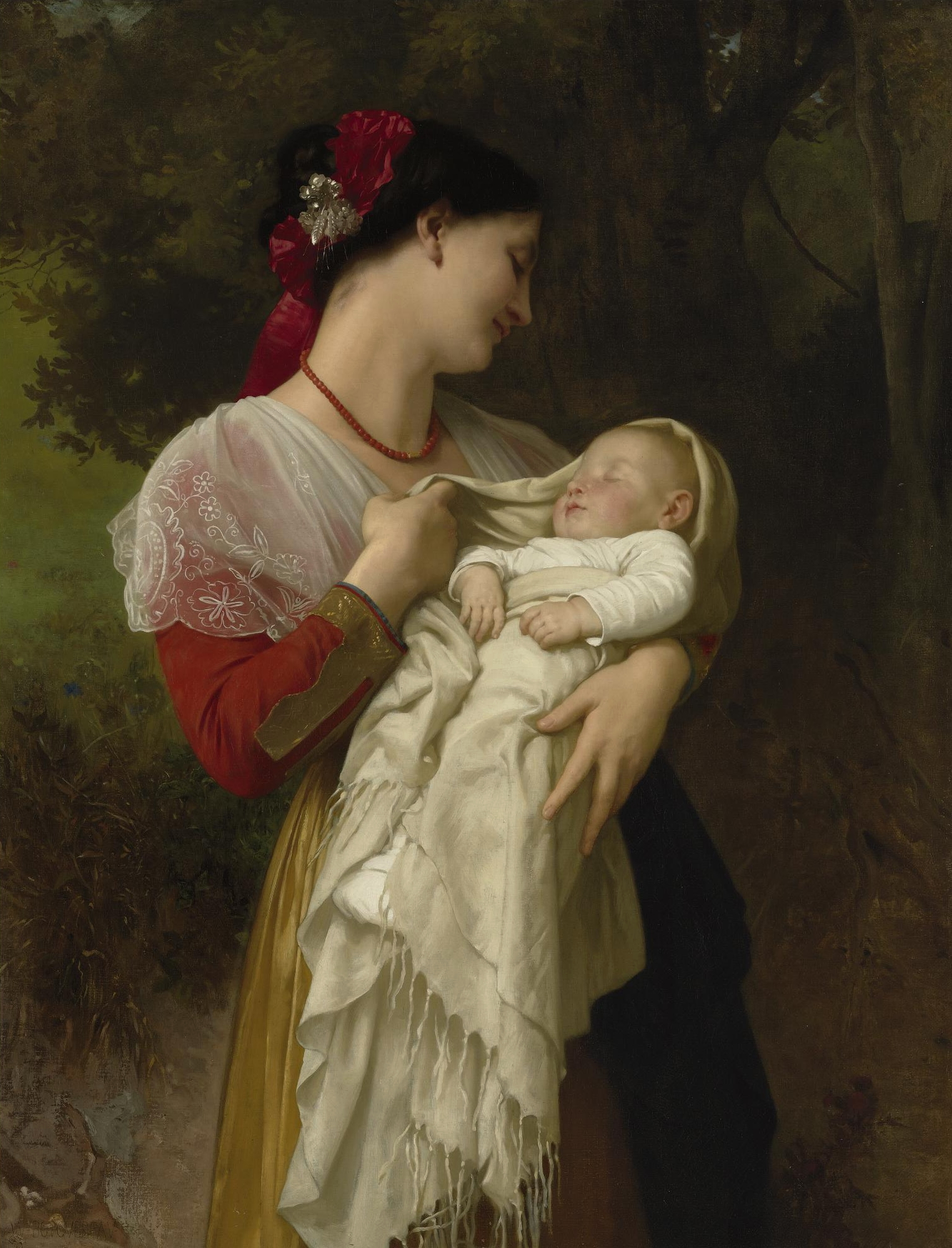
Admiration maternelle («Admiración maternal», 1869). Óleo de William-Adolphe Bouguereau.

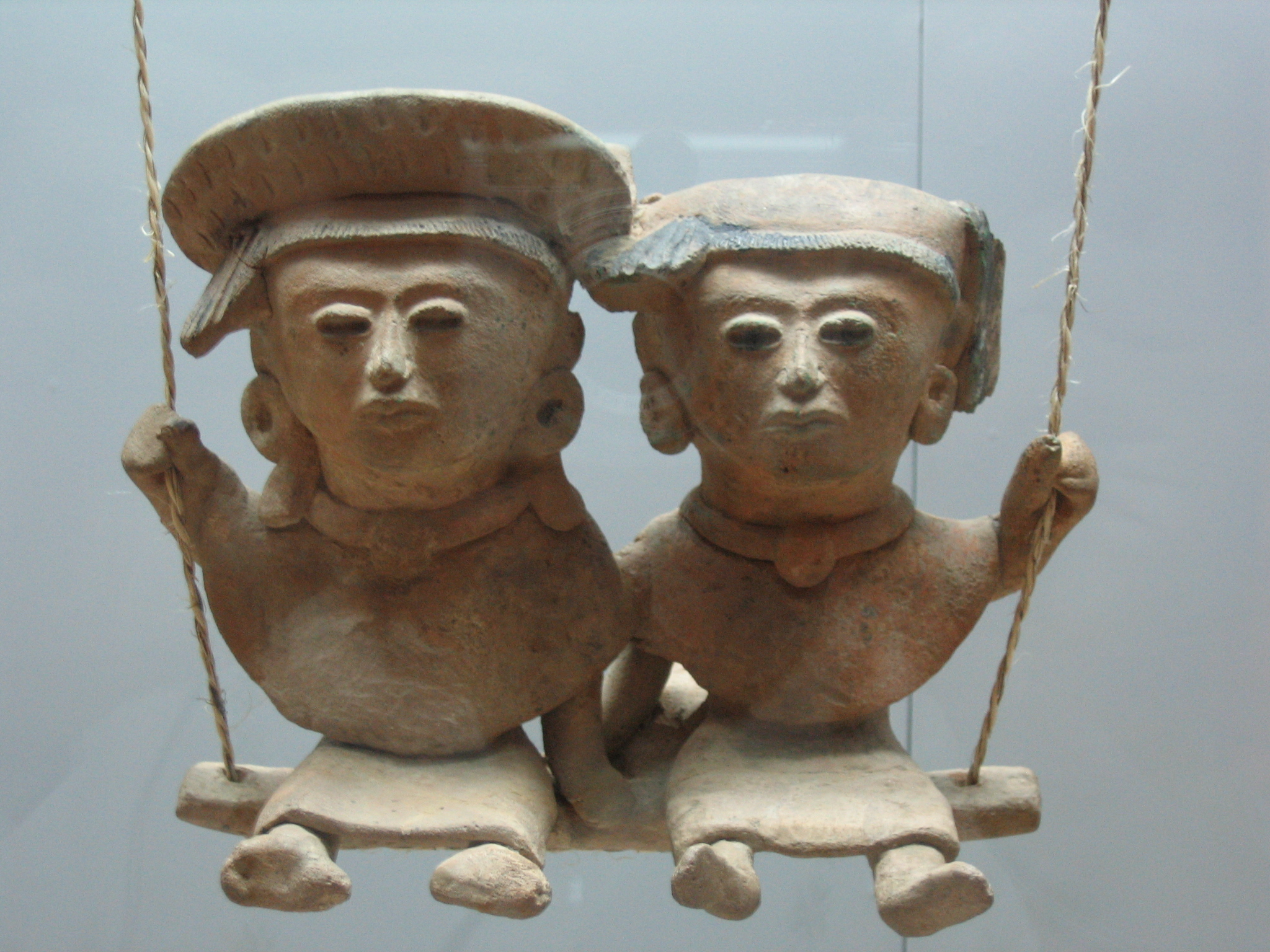
Amor fraterno (figurillas prehispánicas de barro, 250-900 d. C.). Pueblos indígenas del Centro de Veracruz. Museo de Antropología de Xalapa, México.

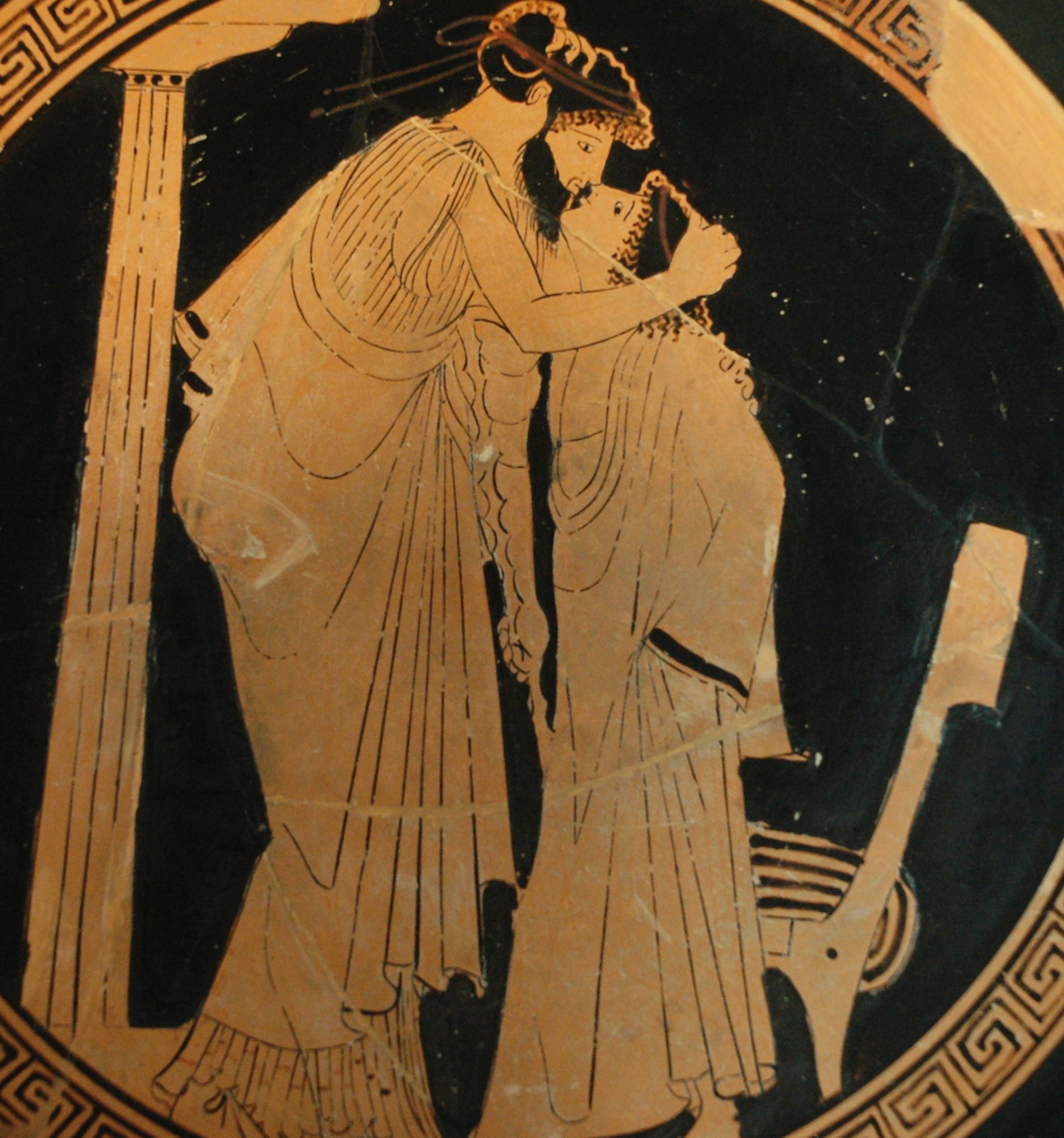
Representación del amor(erastés y erómeno,).

En las relaciones de la persona con su medio, el amor se ha clasificado en diferentes manifestaciones; en virtud de ello, pueden aparecer una o más de las siguientes:
- Amor autopersonal: El amor propio, amor compasivo, es, desde el punto de vista de la psicología humanista, el sano amor hacia uno mismo. Aparece situado como prerrequisito de la autoestima y, en cierto contexto, como sinónimo de esta. Es algo positivo para el desarrollo personal e indispensable para las buenas relaciones interpersonales,[17] y no debe confundirse con el narcisismo, que conlleva egocentrismo y que coincide con una autoestima baja.[28] Para el budismo, que califica al ego como una mera ilusión de nuestra mente, el amor real, amor compasivo, solo existe cuando se dirige hacia otra persona, y no hacia uno mismo. Para el psicoanálisis, que, de forma completamente opuesta al budismo, califica al ego como la única realidad, el amor autopersonal siempre es narcisismo, que puede ser, a su vez, saludable o no saludable.
- Amor incondicional: Es el amor compasivo, altruista, que se profesa sin esperar nada a cambio. El amor espiritual, predicado por las diferentes religiones, es el amor incondicional por antonomasia. El amor maternal, o amor de madre a hijo, se reconoce también como amor de este tipo, y, por tradición, se considera motivado por un fuerte instinto que lo hace especialmente intenso; no obstante, hay también quien cuestiona la existencia de dicho instinto.[29]
- Amor filial: Entre hijos y padres (y, por extensión, entre descendientes y ancestros).
- Amor fraternal: En su sentido estricto, es el afecto entre hermanos, aunque puede extenderse a otros parientes exceptuados los padres y los descendientes. Nace de un sentimiento profundo de gratitud y reconocimiento a la familia, y se manifiesta por emociones que apuntan a la convivencia, la colaboración y la identificación de cada sujeto dentro de una estructura de parentesco. Desde el punto de vista del psicoanálisis, el fraternal es, al igual que el amor filial, sublimado, ya que está fundado en la interdicción del incesto.
- Amistad: Cercano al amor fraternal, es un sentimiento que nace de la necesidad de los seres humanos de socializar. El amor al prójimo nace a su vez del uso de la facultad de la mente de empatizar y tolerar, y constituye la abstracción de la amistad. Para Erich Fromm, dicho amor al prójimo equivale al amor fraternal y al amor predicado en la Biblia mediante la frase «amarás al prójimo como a ti mismo».[30]
- Amor romántico: Nace en la expectativa de que un ser humano cercano colme a uno de satisfacción y felicidad existencial. Este sentimiento idealiza en cierto grado a la persona objeto de dicha expectativa, definida en la psiquis.
- Amor confluente: Amor entre personas capaces de establecer relaciones de pareja, definido a mediados del siglo XX. Aparece por oposición al amor romántico: no tiene que ser único, no tiene que ser para siempre, no supone una entrega incondicional, etc.[31]

- Amor sexual: Incluye el amor romántico y el amor confluente. El deseo sexual, según Helen Fisher, es diferente del amor romántico y del afecto (véase su estudio al respecto). Desde el punto de vista de la psicología humanista, el amor romántico —y el amor interpersonal en general— está relacionado en gran medida con la autoestima.
- Amor platónico: Con propiedad, es un concepto filosófico que consiste en la elevación de la manifestación de una idea hasta su contemplación, que varía desde la apariencia de la belleza hasta el conocimiento puro y desinteresado de su esencia. Para Platón, el verdadero amor es el que nace de la sabiduría, es decir, del conocimiento.[32] Vulgarmente, se conoce como una forma de amor en que no hay un elemento sexual o este se da de forma mental, imaginativa o idealística y no de forma física.
- Amor a los animales y a las plantas: Nace de un sentimiento protector.
- Amor hacia algo abstracto o inanimado: A un objeto físico, una idea, una meta, a la patria (patriotismo), al lugar de nacimiento, al honor, a la independencia (integridad). Puede considerarse amor platónico en su sentido filosófico. El patriotismo puede ir asociado a la heroicidad, en cuyo caso constituye un comportamiento de altruismo respecto a su grupo, que en esencia es un comportamiento de egoísmo respecto a otro grupo en la medida en que no se considera al otro grupo de la misma condición.
- Amor hacia un dios o una deidad (devoción): Suele nacer de la educación recibida desde la infancia, y se basa en la fe. Se considera a Dios como la fuente de todo amor. En la mayoría de los casos, existe la creencia de que, tras la muerte, Dios premiará de alguna forma a las personas que la correspondiente religión considere virtuosas.
- Amor universal: Amor espiritual que, según diferentes religiones, todas las personas pueden llegar a profesar al medio natural y que los grandes místicos experimentan como expresión del nirvana, éxtasis o iluminación, estados de conexión absoluta con el universo o con Dios. Es una manifestación sublime en la que se eclipsan o confluyen el resto de las manifestaciones. Eckhart Tolle sostiene que el amor, como estado continuo, aún es muy raro y escaso, tan escaso como un ser humano consciente.[33]

## Simbología
Desde tiempos inmemoriales, el amor y todo lo relacionado con él se ha asociado con símbolos e iconos. De los que han sobrevivido hasta la actualidad, unos son autóctonos de las diferentes culturas o ligados a las costumbres de determinados lugares geográficos, y otros, con el paso de los siglos, se han convertido en interculturales o incluso universales en el mundo civilizado. Las flores, el color rojo, determinados perfumes o la música romántica, ensoñadora o erótica, son elementos que se repiten en una buena parte de las relaciones amorosas. En el caso de Occidente, los bombones, entre otros detalles, se interpretan en ocasiones con un significado amoroso. De todos los símbolos utilizados, los más característicos en la cultura occidental son el cupido, y, sobre todo, el corazón.

### Cupido

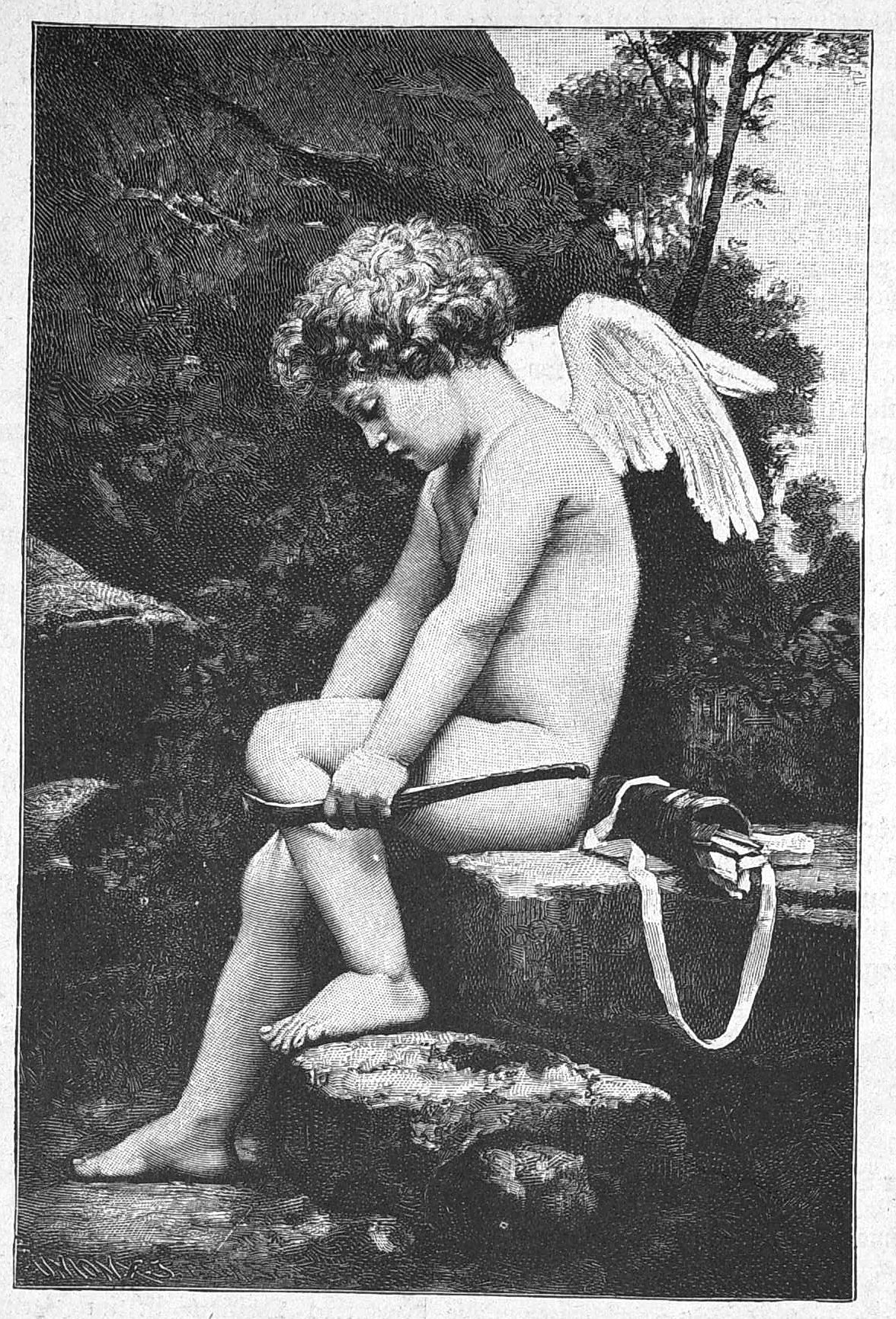
Cupido en la página 708 de la revista Die Gartenlaube (El cenador, Leipzig, 1894).

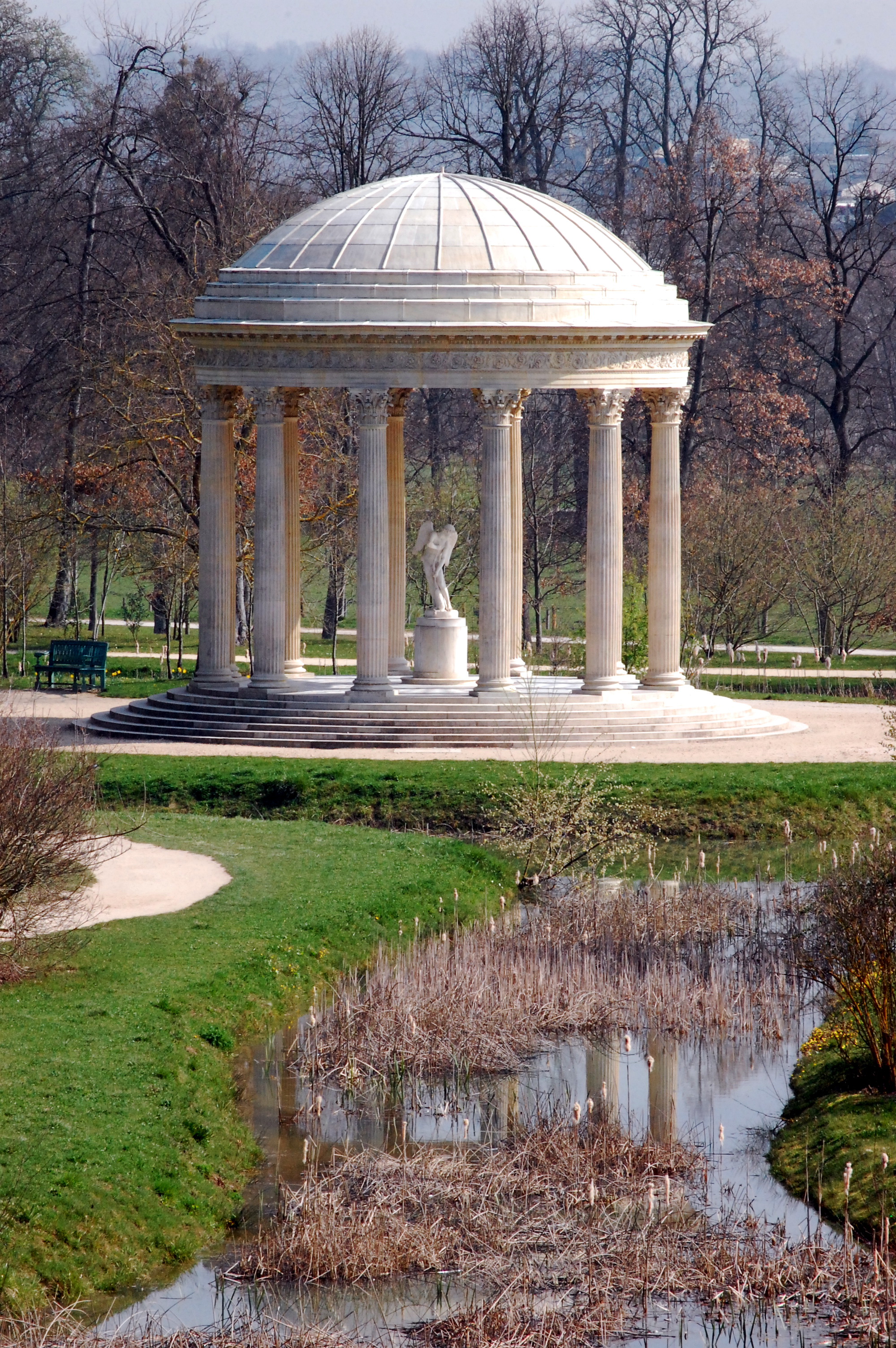
Templo del Amor, que resguarda en su interior una estatua de Cupido. Petit Trianon, Francia.

La figura de Cupido en forma de putto es una imagen recurrente. En el caso del amor romántico, suele representarse con un arco y unas flechas, las cuales, a menudo con los ojos vendados, dispara sobre las personas, produciéndoles así el enamoramiento.
El origen de Cupido se remonta a la mitología romana, si bien su figura ya existía en la mitología griega bajo el nombre de Eros, el dios primordial responsable de la atracción sexual, el amor y el sexo, venerado también como un dios de la fertilidad.
La flecha de Cupido también posee orígenes grecolatinos, y su influencia se hizo notar claramente en la poesía española desde la época medieval, aun sin la aparición del dios Amor. Bajo múltiples nombres (vira, asta, flecha, saeta, tiros, arpón, dardo, espina...), aparece en la literatura medieval, renacentista y posrenacentista con un sentido amoroso que se repite indefinidamente con pocos matices diferentes y mucha retórica. Sin embargo, el tema de la flecha alcanza un plano más elevado, teñido de toques conceptuales nuevos con dimensión trascendente y expresión paradójica, cuando se desarrolla en versiones a lo divino. De éstas, es significativa la narración de Santa Teresa de Jesús en un pasaje del Libro de su vida, en el que cuenta su transverberación en presencia de Serafín.
A partir del Renacimiento, la figura de los putti llegó a confundirse con los querubines, confusión que perdura en la actualidad. Tanto los putti como los cupidos y ángeles pueden encontrarse en el arte religioso y secular desde la década de 1420 en Italia, desde finales del siglo XVI en los Países Bajos y Alemania, desde el período manierista y el Renacimiento tardío en Francia, y a lo largo del Barroco en frescos de techos. Los han representado tantos artistas que presentar la lista de estos sería poco útil, aunque entre los más conocidos se encuentran el escultor Donatello y el pintor Rafael; dos putti en actitud curiosa y relajada que aparecen a los pies de su Madonna Sixtina son reproducidos con frecuencia.
Experimentaron una revitalización importante en el siglo XIX, y comenzaron a aparecer retozando en obras de pintores académicos, desde las ilustraciones de Gustave Doré para Orlando Furioso, hasta anuncios. Actualmente son un motivo muy utilizado como representación del amor en imágenes destinadas a la mercadotecnia; tal es el caso de muchas postales de San Valentín.

### Corazón

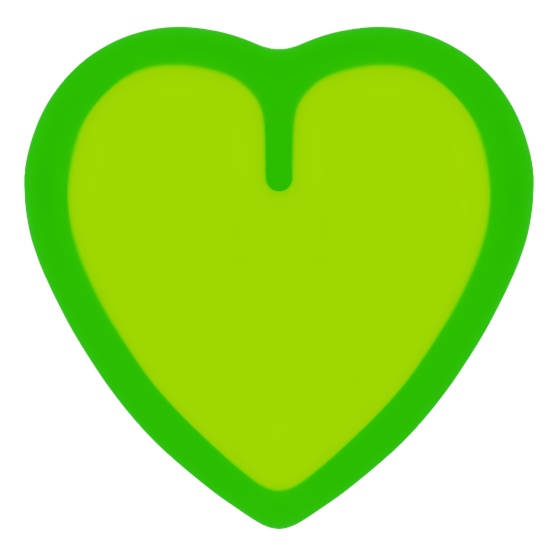
Forma de la vaina de silfio según su representación en monedas de Cirene del

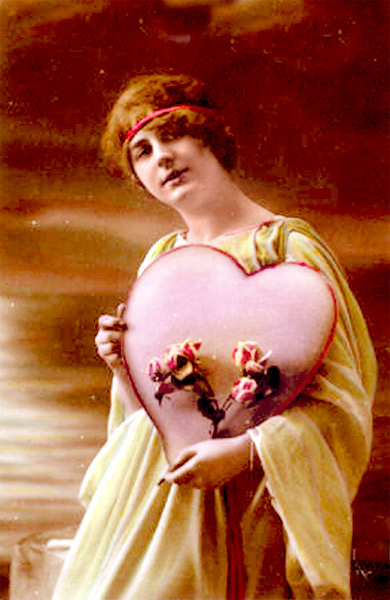
Postal de San Valentín de 1910.

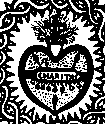
Primer diseño del Sagrado Corazón de Jesús (Santa Margarita María Alacoque).

El conocido y peculiar corazón actual.

El símbolo del corazón es el que más frecuentemente se relaciona con el amor. Cuando aparece atravesado por la flecha de Cupido, simboliza el amor romántico, y es la forma común en la que las parejas adolescentes lo dibujan en los más variopintos lugares para dejar constancia de su amor. También se hace alusión al corazón real o al pecho de los amantes como fuente y receptáculo del amor, y son comunes expresiones como «partir» o «romper el corazón» como sinónimo de crear desamor, «robar el corazón» como sinónimo de producir enamoramiento, «abrir el corazón» como sinónimo de ofrecer amor, y una larga lista con significados en los que los elementos comunes son el amor y el alma.
El origen del corazón del amor parece ser incierto, y existen diversas teorías. La idea del corazón como fuente de amor se remonta como mínimo a hace varios milenios en la India, China y Japón, con el concepto de chakras como centros de la «energía vital universal», de los cuales el que se encuentra a la altura del corazón se manifiesta, según se afirma, en forma de amor y compasión.
Respecto al símbolo propiamente dicho, hay quien lo atribuye a una planta originaria del norte de África, conocida como silfio (generalmente considerada un hinojo gigante extinto, aunque algunos afirman que la planta es realmente Ferula tingitana; no confundir con el género actual Silphium).
Durante el siglo VII a. C., la ciudad-estado de Cirene tenía un lucrativo negocio con dicha planta. Aunque se usaba principalmente como condimento, tenía la reputación de poseer un valor adicional como método anticonceptivo. La planta era tan importante para la economía de Cirene que se acuñaron monedas con la imagen de la vaina o cáscara, la cual tenía la forma del símbolo del corazón que conocemos actualmente. Según esta teoría, dicho símbolo se asoció inicialmente con el sexo, y, posteriormente, con el amor.
La Iglesia católica sostiene que la forma del símbolo no apareció hasta el siglo XVII, cuando Santa Margarita María Alacoque tuvo una visión del mismo rodeado de espinas. Este símbolo se hizo conocido como el Sagrado Corazón de Jesús, se asoció con el amor y la devoción, y empezó a aparecer a menudo en vidrieras y otros tipos de iconografía eclesiástica. No obstante, aunque el Sagrado Corazón probablemente popularizase el símbolo que hoy conocemos, la mayoría de los eruditos coinciden en que ya existía desde mucho antes del siglo XV.
Existen otras ideas menos románticas acerca del origen. Algunos afirman que la forma actual del símbolo surgió simplemente de burdos intentos de dibujar un corazón humano real, el órgano que los antiguos, entre ellos Aristóteles, creían ser el contenedor de todas las pasiones. Un importante erudito sobre la iconografía del corazón sostiene que la imprecisa descripción anatómica que hizo el filósofo, como un órgano de tres cámaras con la parte superior redondeada y la inferior puntiaguda, pudo haber inspirado a los artistas medievales a la hora de crear lo que hoy conocemos como la «forma de corazón». A su vez, la tradición medieval del amor cortés pudo haber reforzado la asociación del símbolo con el amor romántico.
Los corazones proliferaron cuando el intercambio de postales de San Valentín ganó popularidad en Inglaterra en el siglo XVII. En un principio, las cartas eran simples, pero los victorianos hicieron que fuesen más elaboradas, empleando el símbolo del corazón en conjunción con cintas y lazos.
Actualmente, el símbolo está extendido por todo el mundo civilizado, y puede encontrarse en los más diversos ámbitos, lugares y momentos, incluyendo los naipes de diversas barajas, como la inglesa, la francesa o la bávara, tapices, pinturas, y como elemento decorativo en objetos cotidianos. También constituye el emblema de la Cardiología.

## Superstición

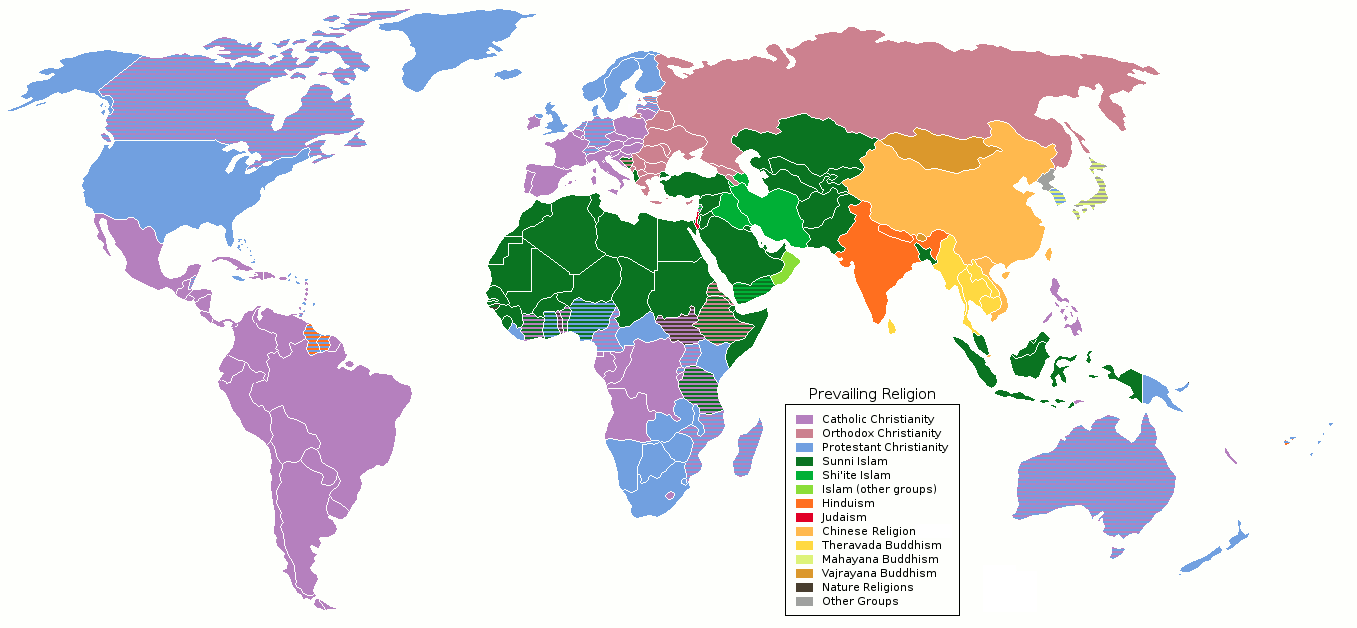
Mapa de las religiones predominantes en el mundo.

El carácter irracional e indescriptible de la atávica experiencia amorosa y, probablemente, la existencia de un instinto religioso natural, hacen que otro aspecto íntimamente relacionado con el amor sea la superstición. El horóscopo, la adivinación, o la utilización de sustancias, objetos y rituales con cualidades pretendidamente mágicas o milagrosas, son, entre otras, creencias y prácticas que persisten desde la antigüedad, algunas de las cuales, como las religiones, están fuertemente arraigadas desde hace milenios (véase la sección Perspectiva espiritual en este mismo artículo). El advenimiento del Racionalismo en el siglo XVII y el vertiginoso desarrollo de la ciencia en el último siglo contribuyeron en gran medida a reducir el impacto de la superstición sobre el pensamiento. No obstante, aún existen determinadas culturas, como las de tribus africanas por ejemplo, donde es posible encontrar el pensamiento puramente mágico, así como significativos sectores de la población del mundo civilizado que, al margen de las religiones, aceptadas y asumidas socialmente, todavía relacionan el amor con lo sobrenatural, y testimonio de ello son las ventas de libros sobre la Nueva Era o el lucrativo negocio de los adivinadores y cartomantes a través de medios de comunicación como la televisión o la radio. En palabras de Helen Fisher, el amor es el resultado de reacciones químicas, y el conocimiento de tal hecho no es óbice para su disfrute:

Yo tengo que decirles que sí, que todo es química. Cada vez que producimos un pensamiento, o tenemos una motivación, o experimentamos una emoción, siempre se trata de química. Sin embargo, es posible conocer todos y cada uno de los ingredientes de un pastel de chocolate, y que aún nos guste sentarnos y comerlo. De la misma manera, podemos conocer toda la química que hay detrás del amor romántico –todavía no la conocemos toda, pero estamos empezando a conocerla en parte- y aun así ser capaces de captar toda su enorme magia.
Helen Fisher, en una entrevista.

## Perspectivas sobre el amor

### Perspectiva popular

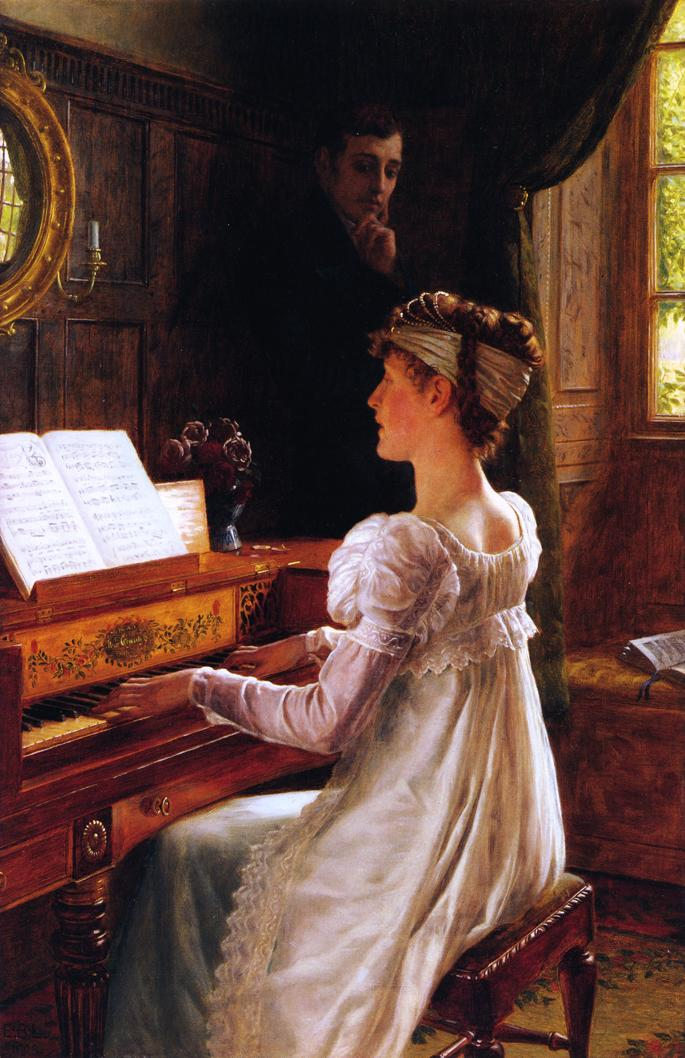
Courtship (Cortejo). Óleo sobre lienzo de Edmund Blair Leighton, 1903.

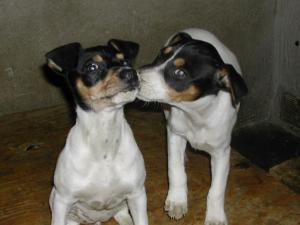
Pareja de perros en «situación amorosa».

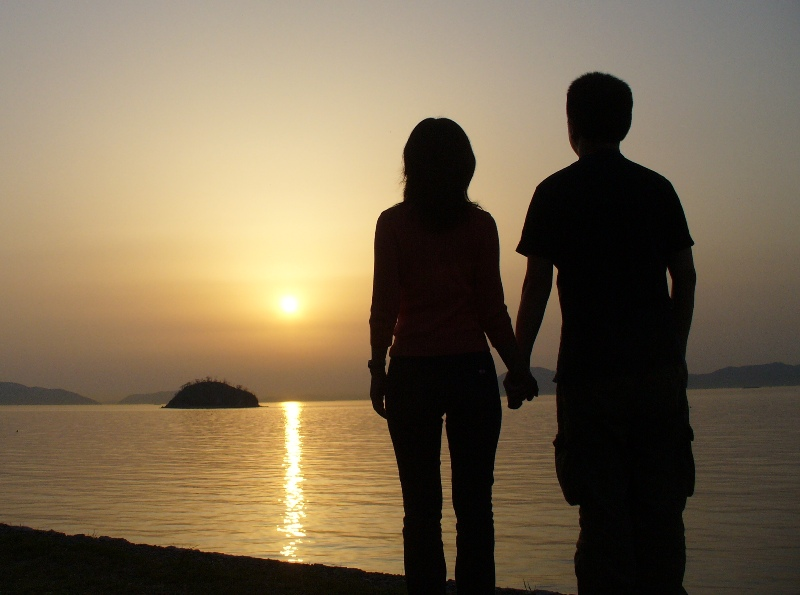
Pareja ante el mar durante una puesta de sol. La naturaleza constituye un poderoso inspirador del amor.

Popularmente, el amor se considera un sentimiento. En los casos más comunes, dicho sentimiento se basa en la atracción y la admiración de un sujeto hacia otro.
Habitualmente se asocia el término con el amor romántico —una relación pasional y sexual entre dos personas que produce una influencia muy importante en sus vidas—, que intensifica las relaciones interpersonales entre ambos sujetos, quienes, partiendo de su propia insuficiencia, desean el encuentro y la unión con aquel que han juzgado ser el complemento para su existencia.
Sin embargo, se aplica también a otras relaciones diferentes —tales como el amor platónico o el amor familiar—, y, en un sentido más amplio, del amor hacia Dios, el arte, la belleza, la humanidad o la naturaleza, lo que suele asociarse con la empatía y otras capacidades. En la mayoría de los casos, implica un gran afecto por algo que ocasiona felicidad o placer al que ama.
El amor es un concepto en contraste frecuente con el odio, el desprecio o el egoísmo. No obstante, también está relativamente extendida la idea de que «solo hay un paso del amor al odio (o viceversa)», y son típicas las «peleas de enamorados», así como, en algunas personas, las relaciones patológicas de amor-odio, producidas estas últimas, según un estudio de la Universidad de Yale, por una autoestima baja. Para Helen Fisher, la convivencia del amor y el odio en las relaciones amorosas es algo que, hasta cierto punto, tiene sentido, ya que lo sugiere el hecho de que, en muchos aspectos conductuales y fisiológicos, las respuestas del amor y el odio son análogas (ver la sección Aspectos antropológicos de este mismo artículo).
Culturas como la budista consideran al apego y al deseo emociones negativas que producen ira y sufrimiento; el amor y el ego son incompatibles. En la filosofía budista, el amor real es el amor compasivo. Con independencia de su origen —incluso en el caso del amor—, el apego produce sufrimiento (espiritual). El movimiento hippie, surgido en los años 1960, presentaba en sus inicios un acercamiento similar al apego. Asimismo, este movimiento utilizó el amor como uno de los principales baluartes de la contracultura de los años 1960, ejemplificado en el eslogan make love, not war ('haz el amor, no la guerra').
Cabe resaltar el uso actual de la palabra amor para designar tanto el amor espiritual y el amor romántico como el propio acto sexual —mediante la expresión «hacer el amor». Hasta mediados del siglo XX, esa expresión estaba reservada para el galanteo.
Las personas tienden a aplicar el concepto del amor de un modo intuitivo desde y hacia otros animales (normalmente próximos en la escala evolutiva o que muestran signos interpretables como inteligencia) y hacia otros seres vivos como las plantas. En el primer caso, a menudo se debe a que los signos externos al ser humano son interpretados de forma antropocéntrica; por ejemplo, el gesto de un perro que acude a lamer la mano del dueño se interpreta como una demostración de amor; sin embargo, los procesos psicológicos que producen ese tipo de comportamientos en el perro responden, según los conocimientos científicos actuales, a otro tipo de motivaciones mucho menos complejas que las de los seres humanos, como lo puede ser, por ejemplo, la necesidad de mantenimiento de la manada, heredada de su ancestro evolutivo, el lobo. En el caso de las plantas, es el hecho de que sepamos que la planta también es un ser vivo, como nosotros, lo que la hace objeto de nuestro amor. En ciertos casos, se llega al extremo de pensar que el amor en sí mismo beneficia a la planta. Y, realmente, la beneficia, aunque de forma indirecta, a través de nuestras acciones.

### Perspectiva mística y esotérica

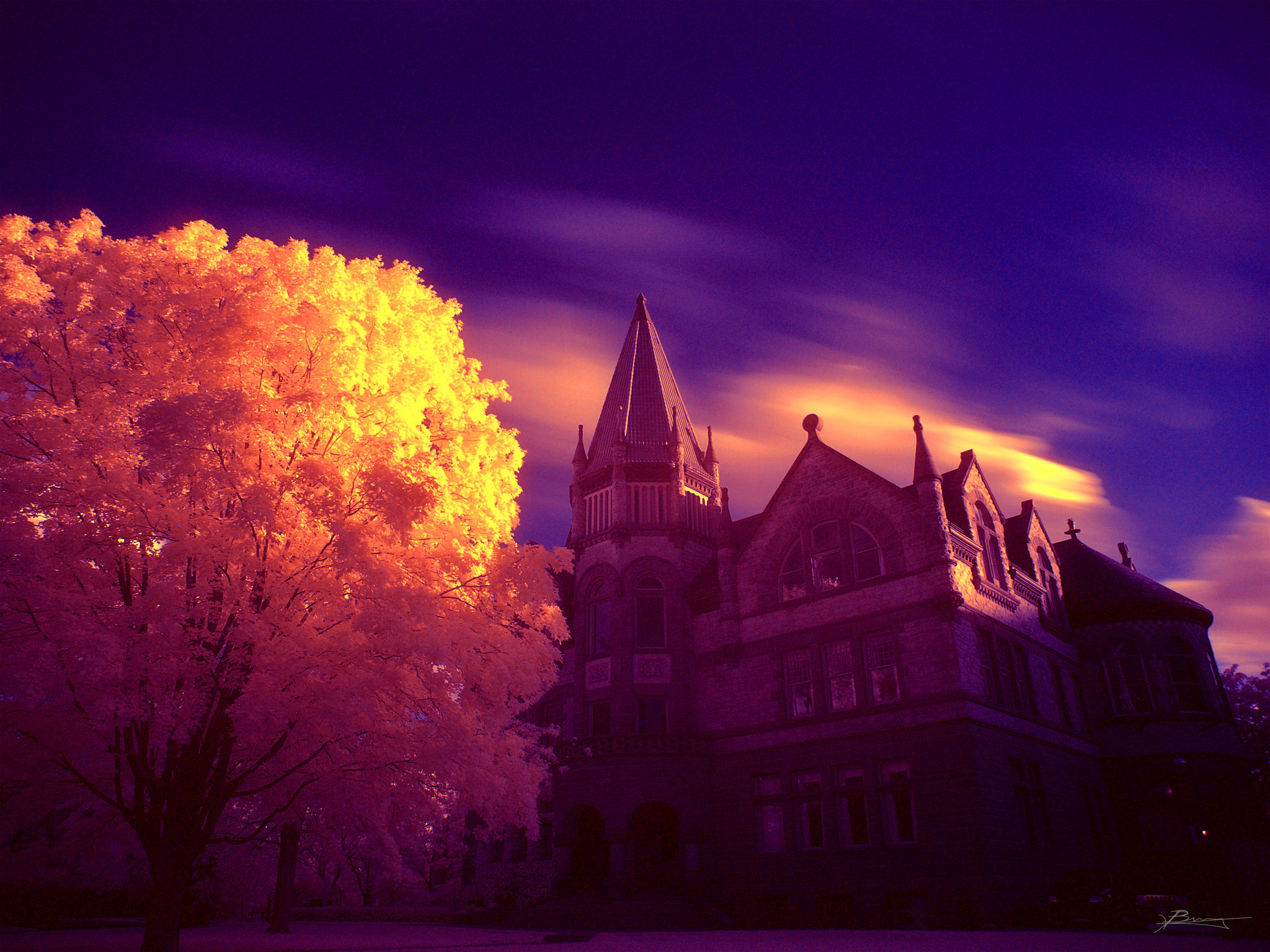
Cuento de hadas, Toronto.

En Psicología de la posible evolución del hombre y en Cuarto Camino, George Gurdjieff y Piotr Uspenski distinguen entre «sentir» y la «función emocional superior» y «función cognitiva superior». El primer caso es el que está accesible para la mayoría de las personas, y es el que se suele incluir en los diccionarios, que definen el amor como un sentimiento. No obstante, ese mundanal sentimiento de apego y deseo difiere mucho de lo que constituye el verdadero amor, al que solo se accede escalando en el nivel de conciencia desde el ordinario hasta uno presente en pocas personas, y aún en menos de forma permanente, y que en la mayoría de las personas que lo experimentan solo sucede una vez en la vida.
La subida del nivel de conciencia produce cambios a nivel de la percepción: de repente se comienzan a encontrar significados donde antes no se veían, el encuentro con el ser amado «parece» estar rodeado de una atmósfera de cuento de hadas (no solo lo parece, realmente lo está pues el mundo real es así), y el sentido de la vista se vuelve más atractivo; por ejemplo, «da la impresión» de que se perciben más y mejor los colores, las texturas, las formas. El ingenio se acentúa, de repente «uno» se sorprende a sí mismo con expresiones artísticas que por momentos no reconoce como propias, y el ego se disipa: uno pasa a ver el mundo como si viese una película de cine, de tal modo que se olvida de sí mismo y de su pareja como cuerpos y los acontecimientos parecen fluir de un modo más suave, más grácil, el espíritu florece como un manantial compasivo hacia todas las cosas, y en algunos casos se llega a la producción de experiencias «milagrosas» (realmente, sin comillas), en las que se dan coincidencias sorprendentes (amigos que casualmente aparecen en lugares totalmente inesperados, canciones que comienzan a sonar en el momento adecuado, y, en general, la «sensación» de que el mundo se adapta a los enamorados a su paso), lo cual a su vez refuerza el amor y contribuye a profundizar en el estado aún más. Tal vez por el implacable escepticismo del ego, y por las numerosas experiencias microtraumáticas y estresantes que, sobre todo en ausencia del ser amado, experimentamos en el trabajo, en el hogar, en la calle, termina por aparecer una «masa crítica» que de forma irreversible e inevitable gana la batalla a la fe creada en torno a la magia de la relación amorosa, que era precisamente lo que mantenía el nivel de conciencia elevado. No obstante, son experiencias que, al evocarlas, y debido a que se fijaron con fuerza en la memoria, aparecen en el recuerdo, aunque como si procediesen de la nada, como sucedidas en otro universo inalcanzable. Es lo que los enamorados suelen describir como la «magia del amor», que suele aparecer de forma más generosa con el primer amor verdadero de la vida, y que generalmente no dura más de unos pocos días, y de forma discontinua, para ser sustituida por la experiencia del ego, de la personalidad: el apego y el deseo. El individuo deja de ser creativo y se vuelve rutinario y predecible. Desde su nuevo punto de vista en una conciencia disminuida, y debido a que ha olvidado completamente su reciente vivencia en un plano superior de la conciencia, él cree continuar viviéndolo como amor verdadero, pero ya es simplemente un conjunto limitado de emociones, experiencias y actitudes. La magia (sin comillas) se pierde y lo que antes eran dos espíritus en uno fundidos con el universo (o con Dios, si se quiere) ahora son vacío interior, y lo que antes era una visión paisajística, brillante, colorida, de transparencia en el aire, donde en ocasiones, incluso, se mezclaban los sentidos entre sí, ahora es la percepción de lo que se cree ser el «yo», que realmente es la de un animal homínido sujeto a respuestas mecánicas, un «yo» engañoso, pobre y fragmentado en decenas o cientos de «yoes» desconectados entre sí.
En cuanto al sexo, en estados evolucionados de la conciencia se produce lo que llamaremos «sexo espiritual». Es una entrega compasiva al ser amado, donde la unión carnal constituye un elemento de máxima sacralidad: es, de hecho, el origen de la creación de la vida. El ego no existe, y como consecuencia se pierden todos los elementos morbosos, que son sustituidos por sentimientos de pureza e inocencia. La tensión emocional que existe en el sexo ordinario es sustituida por una sensación de fluidez, de flotar en el vacío, acompañada por un flujo suave y sin límites de amor compasivo que energetiza los cuerpos y que se expande de forma explosiva en el orgasmo.
En la novela Las Nueve Revelaciones, James Redfield explica muchos de los fenómenos que se producen en el Cuarto Camino, incluyendo la aparición del amor real.
Helen Fisher indica que durante el enamoramiento pueden producirse de forma natural sustancias como la dopamina o el bupropión, lo cual podría explicar los efectos anteriormente citados.

### Perspectiva espiritual
En la cultura religiosa monoteísta, el amor suele mencionarse y ser apoyado por Dios, como es el caso del Islam, el judaísmo y el cristianismo. Aquellas personas cuyo amor está o se supone que está cercano al Amor Universal, o a Dios, reciben el nombre de santos. Tanto en el budismo como en el cristianismo, el islam, el hinduismo o el judaísmo suelen representarse con una aureola alrededor de su cabeza. Los budas son presentados con aureolas adicionales alrededor de todo su cuerpo.

#### Judaísmo

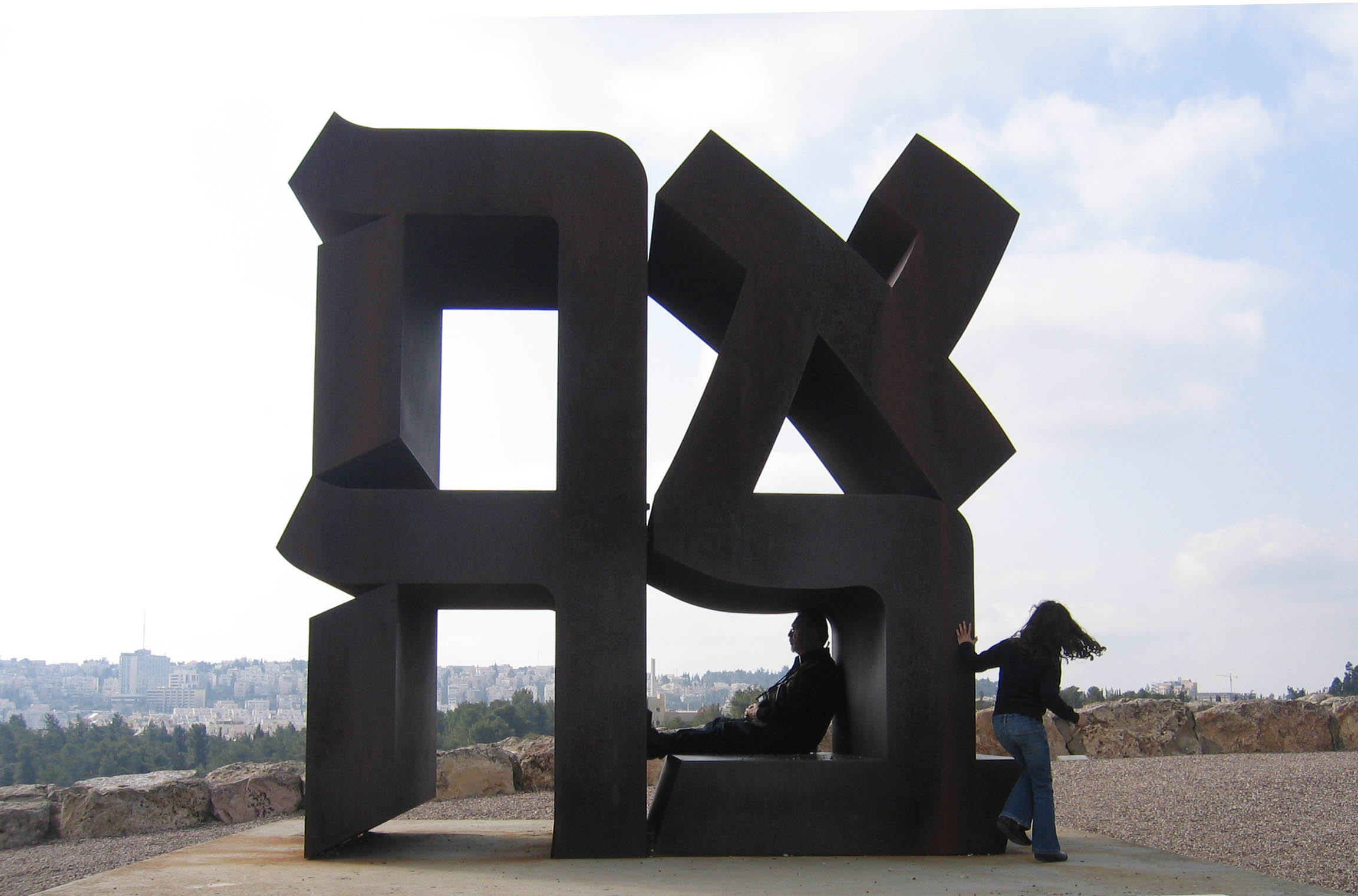
Escultura análoga a la escultura de arte pop LOVE de Robert Indiana (1977) que sustituye la palabra «love» por aḥavá, en el Museo de Israel.

En hebreo, ahavá es el término más comúnmente usado tanto para el amor interpersonal como para el amor de Dios.
El judaísmo emplea una definición amplia del amor, tanto entre personas como entre los seres humanos y la deidad. Respecto al primer caso, en la Torá se afirma: «Ama a tu prójimo como a ti mismo» (Levítico 19:18). Respecto al segundo, a los seres humanos se les manda amar a Dios «con todo el corazón, con toda el alma y con todas las fuerzas» (Deuteronomio 6:5), tomado de la Mishná (un texto central de la tradición oral judía) para referirse a los buenos actos, la buena voluntad para sacrificar la vida en lugar de cometer ciertas transgresiones graves, la buena voluntad para sacrificar todas las posesiones, y el agradecimiento al Señor a pesar de la adversidad (tratado de bərākhāh 9:5). La literatura rabínica se diferencia de lo anterior en cómo este amor puede desarrollarse: por ejemplo, mediante la contemplación de los bienes divinos o la observación de las maravillas de la naturaleza.
En lo concerniente al amor entre compañeros de matrimonio, este está considerado un ingrediente esencial de la vida: «Observa la vida con la esposa que amas» (Eclesiastés 9:9). El libro bíblico Cantar de los Cantares se considera una metáfora romántica del amor entre Dios y su pueblo, pero, en su lectura literal, aparece como una canción de amor.
El rabino del siglo XX Eliyahu Eliezer Dessler es citado frecuentemente como definidor del amor desde el punto de vista judaico, de «dar sin esperar nada a cambio» (Michtav me-Eliyahu, Vol. 1).

#### Cristianismo

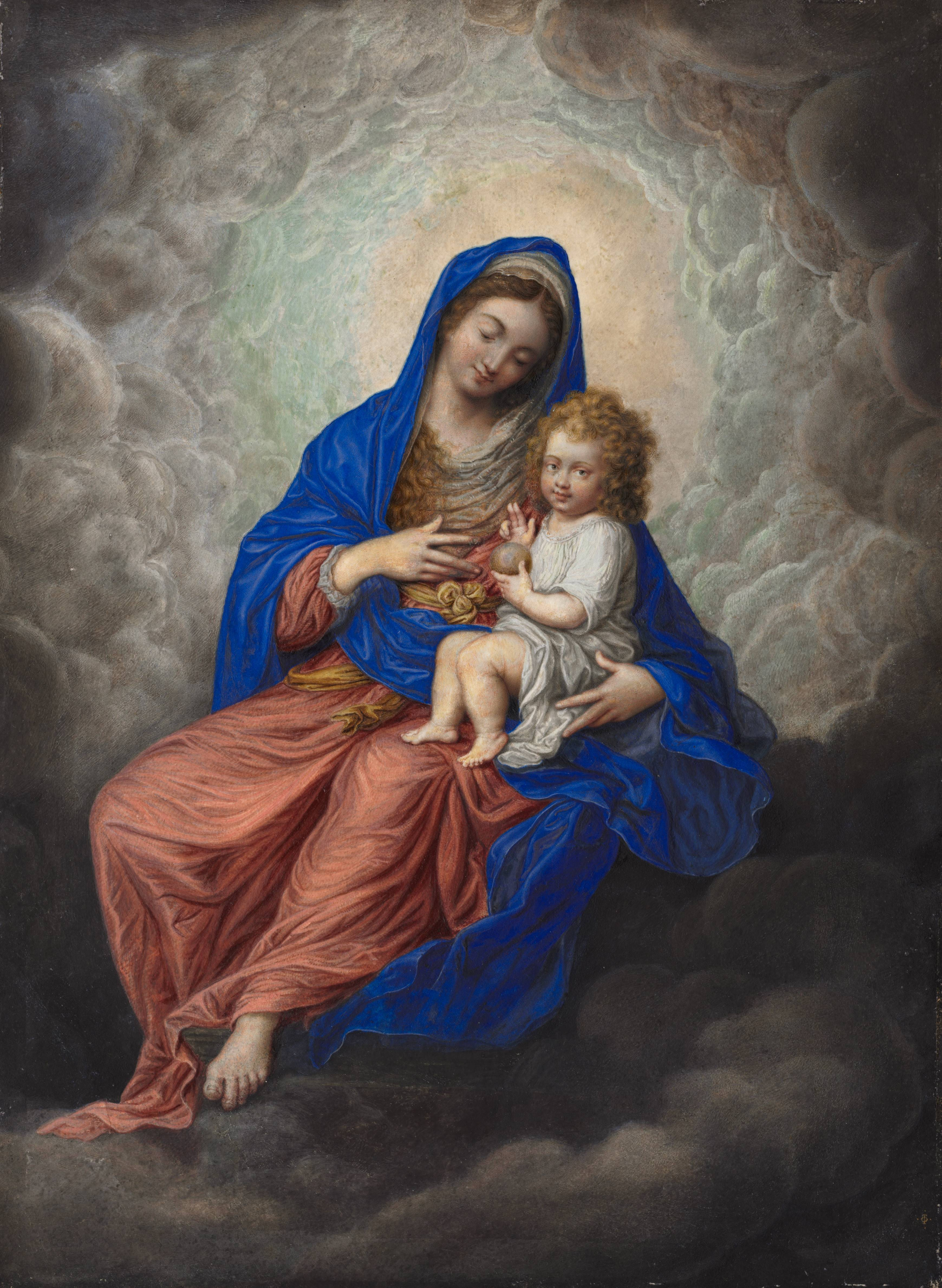
La Virgen y su hijo, de Isaac Oliver (f. 1617). Aparecen la Virgen y su hijo representados con rasgos europeos y con la aureola de santos.

En el cristianismo se entiende que el amor proviene de Dios, porque el amor es una virtud teologal. El amor de hombre y mujer —eros en griego— y el amor desinteresado por los demás (agápē) se contrastan a menudo como amor «ascendente» y «descendente», respectivamente, aunque en última instancia son una misma cosa.
Muchos teólogos cristianos ven a Dios como fuente de amor, que es reflejado en el ser humano y sus propias relaciones amorosas. C. S. Lewis, influente teólogo anglicano, escribió varios libros sobre el amor, especialmente The Four Loves. El papa Benedicto XVI, en su encíclica Deus Caritas Est (o sea, Dios es Amor), también pretendió reflexionar sobre el amor divino para con el ser humano y la relación entre el ágape y el eros.
Existen varias palabras griegas para el «amor» que se utilizan con frecuencia en ámbitos cristianos.
- Agape: En el Nuevo Testamento, agapē es caritativo, desinteresado, altruista e incondicional. Es el amor de los padres, visto como creador del bien en el mundo; es el modo en el que se ve a Dios amar a la humanidad, y es la clase de amor que los cristianos aspiran a tener por sus semejantes.
- Phileo: También usado en el Nuevo Testamento, es una respuesta humana a algo que se ha encontrado muy agradable. También conocido como amor fraternal.
- Las palabras eros (amor sexual) y storge (amor entre hijos y padres) nunca se usaron en el Nuevo Testamento.

Los cristianos creen que amar a Dios con todo el corazón, mente y fuerza (sobre todas las cosas) y amar al prójimo como a uno mismo son las dos cosas más importantes en la vida (el mayor mandamiento de la Torá de los judíos, según Jesús); San Agustín resumió este pensamiento al escribir «ama a Dios, y haz lo que quieras».
Insiste San Agustín`, doctor de la iglesia,  en su concepto del amor: "La medida del amor es el amor sin medida" Carta 109,2.
El apóstol San Pablo glorificó el amor como la mayor de las virtudes. Describiéndolo en el famoso poema Primera epístola a los corintios, escribió:

«El amor es paciente, es servicial; el amor no es envidioso, no hace alarde, no se envanece,
no procede con bajeza, no busca su propio interés, no se irrita, no tiene en cuenta el mal recibido,
no se alegra de la injusticia, sino que se regocija con la verdad.
El amor todo lo disculpa, todo lo cree, todo lo espera, todo lo soporta».
1 Corintios 13:4-7.

En la Primera epístola de Juan, capítulo 4, se dice:

«Queridos míos, amémonos los unos a los otros, porque el amor procede de Dios, y el que ama ha nacido de Dios y conoce a Dios.  El que no ama no ha conocido a Dios, porque Dios es amor».
1 Juan 4:7-8.

El apóstol San Juan también escribió:

«Sí, Dios amó tanto al mundo, que entregó a su Hijo único para que todo el que cree en él no muera, sino que tenga Vida eterna».
Juan 3.16.

San Agustín dice que es preciso ser capaz de descifrar la diferencia entre amor y lujuria. Lujuria, según San Agustín, es un gran vicio y pecado, pero amar y ser amado es lo que este santo ha buscado toda su vida. Él mismo dice: «yo estaba en el amor con amor». Finalmente, él hace caer en el amor y es amado de vuelta, por Dios. San Agustín dice que la única persona que puede amarte verdaderamente y plenamente es Dios, porque el amor de los hombres tiene muchas fallas, tales como «celo, desconfianza, miedo, rabia y discordia». De acuerdo con este santo, Dios es amor «para alcanzar la paz». (del libro: Las Confesiones de Santo Agustín).
La Iglesia católica, reafirmando las enseñanzas del su Magisterio y de la Teología del Cuerpo del papa Juan Pablo II, afirmó que el amor es una virtud teologal, una «dádiva de sí mismo», y «es lo opuesto al desamor». Aplicado en las relaciones conyugales humanas, el amor verdaderamente vivido y plenamente realizado es una comunión de dádiva mutua de sí mismos, «de afirmación mutua de la dignidad de cada pareja» y un «encuentro de dos libertades en entrega y receptividad mutuas». Esa comunión conyugal del hombre y de la mujer es un icono de la vida de la Santísima Trinidad y lleva no solo a la satisfacción, sino también a la santidad. Ese tipo de relación conyugal propuesta por la Iglesia exige permanencia y compromiso matrimoniales. Por esa razón, la sexualidad es una fuente de alegría y placer, no ejerce solo la función de procrear, sino que también juega un papel importante en la vida íntima conyugal. La relación sexual conyugal es considerada como la gran expresión «humana y totalmente humanizada» del Amor idealizado por la Iglesia, donde el hombre y la mujer se unen y se complementan recíprocamente. Todo este amor conyugal propuesto por la Iglesia requiere fidelidad, «permanencia y compromiso», que solo puede ser auténticamente vivido «en el seno de los lazos del Matrimonio» y en la castidad conyugal.
Para la Iglesia Católica, el amor es el centro y propósito de la vida de las personas. Es por esto que hasta han desarrollado el concepto de Civilización del Amor.

#### El islam y otras creencias árabes
En cierto sentido, el amor abarca la visión islámica de la vida como una hermandad universal que se aplica a todos los que mantienen la fe. No existen referencias directas que afirmen que Dios es amor, pero entre los 99 nombres de Dios (Allah), existe el nombre de Al-Wadūd (الودود), o «el Amante», que se encuentra en la Azora 11:90 y en la Azora 85:14. Se refiere a Dios como «pleno de amorosa amabilidad». Todos los que tengan fe tendrán el amor de Dios, aunque el grado de amor recibido y el esfuerzo puesto para conseguirlo depende del individuo en sí mismo.
Ishq, o el amor divino, es el tema principal del sufismo. Los sufís creen que el amor es una proyección de la esencia de Dios sobre el universo. Dios desea reconocer la belleza, de modo que, cuando, por ejemplo, alguien se mira en un espejo, es Dios quien se «mira» a sí mismo dentro de la dinámica de la naturaleza. Ya que todo es un reflejo de Dios, la escuela del sufismo practica ver la belleza dentro de la aparente fealdad. El sufismo se refiere a menudo a ello como la religión del amor. Dios aparece en tres términos principales, que son el Amante, el Amado y el Amor, pudiéndose encontrar el último de estos términos frecuentemente en la poesía sufí. Un punto de vista común es que, a través del amor, la humanidad puede volver a su pureza y gracia inherentes. Los santos sufistas son tristemente célebres por estar «borrachos» debido a su amor divino; por lo tanto, es constante la referencia al vino en la poesía y la música sufís.
La palabra «amor» aparece en el Corán más de 80 veces en diferentes formas y significados; todas las aleyas que incluyen la palabra «amor», sean positivas o negativas, aseguran la grandeza del valor del amor en establecer las relaciones en sus diferentes formas y círculos.
Algunos ejemplos:

«Al·lâh traerá a otros a los que amará y por los que será amado».
TSQ La sura de Al-Ma’ida «La Mesa Servida», aleya 54.

«Di: Si amáis a Al·lâh, seguidme, que Al·lâh os amará y perdonará vuestras faltas. Al·lâh es Perdonador y Compasivo».
La sura de ‘Al ‘Imrân, «La Familia de ‘Imrân», aleya 31.

«Y pedid perdón a vuestro Señor y volveos a Él, pues es cierto que mi Señor es Compasivo, Afectuoso».
La sura de Hûd, aleya 90.

En el islam, existe una poderosa imbricación entre las leyes de Alá y las leyes de los hombres. Dentro de este marco, el amor se manifiesta en diversos círculos: El amor hacia Al·lâh, El amor hacia el Mensajero de Al∙lâh, El amor del musulmán hacia el musulmán, El amor dentro de la familia musulmana, El amor hacia el no musulmán, El cariño entre el gobernante y el gobernado.

##### El quinto círculo: el amor hacia el no musulmán
Según el Corán, Al∙lâh es El Afectuoso, El Muy Misericordioso y El Que ama a los equitativos y detesta a los injustos. La justicia es el mejor pilar para el amor entre la gente. La misericordia de Al∙lâh y los valores islámicos grandes y sublimes hacen del amor un espacio amplio que abarca a toda la gente. El primer paso que conduce a este amor es abrir las puertas del reconocimiento de los unos a los otros. Al·lâh, Enaltecido y Glorificado dice [lo que podemos traducir como]: «¡Hombres! Os hemos creado a partir de un varón y de una hembra y os hemos hecho pueblos y tribus distintos para que os reconocierais unos a otros. Y en verdad que el más noble de vosotros ante Al·lâh es el que más Le teme. Al·lâh es Conocedor y está perfectamente informado». En otra azora aparecen estas palabras: «Y no te hemos enviado sino como misericordia para todos los mundos».
Al∙lâh permite al musulmán casarse con una cristiana o una judía aunque una parte de sus creencias contradice al islam y a los hábitos de los musulmanes. Y subraya que los cristianos son una gente digna de cariño: «...mientras que encontrarás que los que están más próximos en afecto a los que creen, son los que dicen: Somos cristianos».
Existen otras aleyas que avisan de que los casos de rechazo hacia el otro (los no musulmanes) no son comunes, y que tampoco se aplican todo el tiempo. No se permite tratar como enemigos a los que no ejercen enemistad contra los musulmanes, tampoco se permite clasificarles como enemigos. Más bien, merecen otro tipo de tratamiento: «Al·lâh no os prohíbe que tratéis bien y con justicia a los que no os hayan combatido a causa de vuestra creencia ni os hayan hecho abandonar vuestros hogares. Ciertamente, Al·lâh ama a los equitativos».
El Corán abre las puertas del bien, del cariño y del afecto ante los que se enemistan con los musulmanes: «Puede ser que Al·lâh ponga afecto entre vosotros y los que de ellos hayáis tenido como enemigos. Al·lâh es Poderoso y Al·lâh es Perdonador y Compasivo». Y entre los comentarios sobre esta aleya está la siguiente: «El afecto después del rechazo, el cariño después del odio, y la concordia después de la discordia. Al∙lâh es El Que Puede unir las cosas esparcidas y dispersas. Es El Que concilia entre los corazones después de la enemistad y la dureza y los reemplaza por el encuentro y la concordia».
Escribe Mahmud Nacua: «El origen en las relaciones entre la gente, por diferentes que sean sus nacionalidades y creencias, es el hecho de reconocerse, de tener misericordia mutua, la cooperación, la amistad y la paz. La excepción es el estado de guerras y los combates, que son asuntos que producen odio. Esta excepción es temporal porque el odio no permanece entre la gente sean cuales sean las huellas de las guerras. El mundo experimentó tanto en las pasadas épocas como en las recientes muchos ejemplos de guerras que tuvieron lugar entre las tribus, los pueblos y las naciones. Entre un pueblo y otro, entre una nación y otra en una cierta época, pero fueron seguidos por acuerdos de paz, pactos y cooperación… Así es la naturaleza de la vida, unos ciclos consecutivos. El mejor de la gente es el que utiliza los ciclos del bien, de los acuerdos y de la paz para el desarrollo de los factores del bien y del amor inculcándolos entre los individuos y los pueblos. Este es el camino del Islam y este es el fundamento en el Islam».

#### Budismo
En el budismo, kāma es amor sensual, sexual. Es un obstáculo en el camino hacia la iluminación, ya que constituye egoísmo.
Karuṇā es compasión y misericordia, y reduce el sufrimiento de otros. Es complementario de la sabiduría y necesario para la iluminación.
Adveṣa y mettā son amor benevolente. Este amor es incondicional y requiere una autoaceptación considerable. Es bastante diferente del amor ordinario, que normalmente se basa en el apego y el sexo y que raramente ocurre sin interés propio. En su lugar, este amor se refiere al desprendimiento y la ausencia de intereses egoístas en beneficio de los demás.
Desde el punto de vista del budismo, el amor «puro» proviene de un estado de pureza espiritual al que los seres humanos pueden llegar mediante la liberación de las llamadas emociones perturbadoras (deseo y apego, odio e ira, ignorancia, orgullo, envidia), inherentes al mundo material o samsara. Mediante la compasión, el desapego del mundo material, y la meditación, puede aumentarse paulatinamente la capacidad de funcionamiento de todos los chakras, incluyendo el chakra del corazón, de tal modo que es posible amar conscientemente y eliminar el sufrimiento asociado al amor ordinario hasta alcanzar el llamado estado de iluminación, en el que existe un amor incondicional hacia todos los seres sensibles, equiparable al que, por ejemplo, puede sentir una madre por su hijo. Según esta corriente de pensamiento, el amor mantiene unidas todas las cosas, y nuestra conciencia crea el propio universo. Para el budismo, todas las religiones son válidas si se basan en el amor espiritual y la compasión.
El ideal de bodhisattva en el budismo Mahāyāna implica la completa renunciación a uno mismo con el objeto de soportar la carga de un mundo de sufrimiento. La mayor motivación que uno tiene para tomar el camino del bodhisattva es la idea de salvación que existe dentro del amor altruista y falto de egoísmo por todos los seres sintientes, idea que, como deseo que es, emoción perturbadora, deberá abandonarse también en última instancia para lograr la iluminación. Nótese que, en el budismo, buscar la felicidad es un acto egoísta: el ego nos impide comprender que la felicidad no es algo que nos llega de fuera, sino la manifestación de una conciencia libre de sufrimiento.

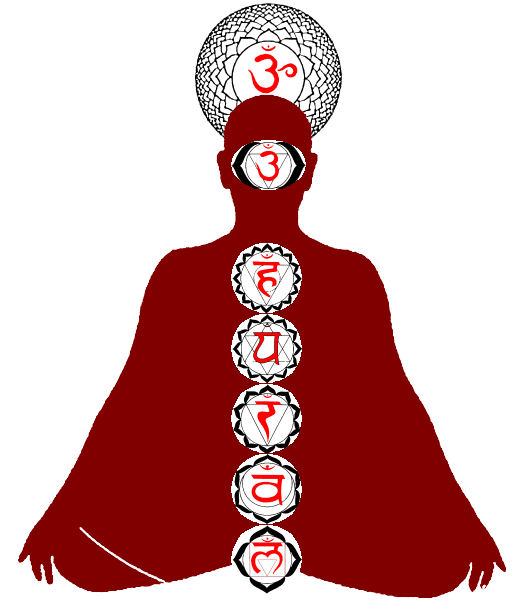
Los siete chakras. El cuarto es el del corazón.

#### Hinduismo
En el hinduismo, kāma es el amor placentero, sexual, personificado por el dios Kāmadeva. Para muchas escuelas hinduistas, es el tercer final (artha) de la vida. Kāmadeva se representa a menudo sosteniendo un arco de caña de azúcar y una flecha de flores, y montado en ocasiones sobre un gran loro. Está normalmente acompañado por su consorte Rati y su compañero Vasanta, señor de la primavera. Pueden verse imágenes grabadas en piedra de Kaama y Rati en la puerta del templo de Chenna Keshava en Belur, en Karnataka, India. Maara es otro nombre para kāma.
En contraste con kāma, prema —o prem— se refiere al amor elevado. Karuna es la compasión y misericordia, que impulsa a uno a reducir el sufrimiento de otros. Bhakti es un término del sánscrito, que significa «devoción amorosa hacia el supremo Dios». Una persona que practica bhakti se conoce como bhakta. Escritores, teólogos y filósofos hindúes han diferenciado nueve formas de bhakti, que pueden encontrarse en el Bhagavatha-Purana y en las obras de Tulsidas. La obra filosófica Sutras de Narada Bhakti, de autor desconocido (presumiblemente Narada), distingue once formas de amor.

#### Apego y deseo en las religiones orientales
La filosofía oriental presenta una aproximación al amor espiritual diferente de la occidental: el sufrimiento en sí mismo no es lo que nos hace virtuosos, sino que es un medio para alcanzar la virtud, de tal modo que acercarse a la iluminación o el nirvana implica el cese paulatino del sufrimiento y el aumento del gozo. Al igual que en el cristianismo, el sufrimiento es un catártico (o vía de expiación) que nos conduce al estado iluminado (o a Dios en el cristianismo). Sin embargo, para la concepción oriental, preocuparse por conseguir un objetivo constituiría un modo de sufrimiento adicional (el apego y el deseo), de modo que deberíamos limitar nuestro sufrimiento no preocupándonos por el propio sufrimiento —incluyendo el deseo de conseguir metas—. En palabras de Osho:

El amor es algo fácil, el odio es algo fácil, pero tú eliges. Dices: «Sólo voy a amar, no voy a odiar». Así todo se vuelve difícil. ¡Así ni siquiera puedes amar! Inspirar es fácil, espirar es fácil. Pero tú eliges. Dices: «Sólo voy a inspirar, no voy a espirar». De esta forma todo se vuelve difícil. La mente puede decir: «¿Para qué espirar? La respiración es vida. Simple aritmética: inspira, no expulses el aire; estarás cada vez más vivo. Acumularás más vida. Tendrás grandes reservas de vida. Inspira solamente, no espires porque espirar es morir». [...] El amor es inspirar, el odio espirar. ¿Qué hacer entonces? La vida es fácil si no decides, porque entonces sabes que inspirar y espirar no son dos cosas opuestas; son dos partes de un mismo proceso. Y estas dos partes son orgánicas, no puedes dividirlas. ¿Y si no espiras...? La lógica se equivoca. No vivirás; sencillamente, te morirás inmediatamente.
 Osho, El libro de la Nada.

#### La religión frente al amor homosexual

##### Cristianismo, judaísmo y homosexualidad
El judaísmo y el cristianismo no conciben el amor sexual entre personas homosexuales. En la Biblia se hace mención expresa del rechazo, no solo al amor homosexual, sino a la homosexualidad en sí misma. Tres ejemplos:

No te acuestes con un hombre como si te acostaras con una mujer. Eso es un acto infame.
Levítico 18:22

Si alguien se acuesta con un hombre como si se acostara con una mujer, se condenará a muerte a los dos, y serán responsables de su propia muerte, pues cometieron un acto infame.
Levítico 20:13

¿No sabéis que los injustos no heredarán el reino de Dios? No erréis; ni los fornicarios, ni los idólatras, ni los adúlteros, ni los afeminados, ni los que se echan con varones, ni los ladrones, ni los avaros, ni los borrachos, ni los maldicientes, ni los estafadores, heredarán el reino de Dios.
1 Corintios 6:9-10.

La Iglesia católica actual mantiene dicho rechazo. Según unas polémicas declaraciones pronunciadas en diciembre de 2008 por el papa Benedicto XVI, «constituye una grave amenaza para la humanidad la confusión de los sexos». En enero de 2012 declaró además que «el matrimonio homosexual socava el porvenir mismo de la humanidad». No obstante, el papa Francisco propuso en un documental publicado el 21 de octubre de 2020 la posibilidad de uniones civiles del mismo sexo.

##### Islam y homosexualidad
El islam, al igual que el cristianismo y el judaísmo, no concibe el amor homosexual y rechaza la homosexualidad en sí misma. En el Corán existe constancia de tal rechazo, como puede verse en los siguientes ejemplos, donde Lot critica a los hombres de Sodoma por su comportamiento sexual:

Y a Lot. Cuando dijo a su pueblo: «¿Cometéis una deshonestidad que ninguna criatura ha cometido antes? Ciertamente, por concupiscencia, os llegáis a los hombres en lugar de llegaros a las mujeres. ¡Sí, sois un pueblo inmoderado!». Lo único que respondió su pueblo fue: «¡Expulsadles de la ciudad! ¡Son gente que se las da de puros!». Y les salvamos, a él y a su familia, salvo a su mujer, que fue de los que se rezagaron. E hicimos llover sobre ellos una lluvia: ¡Y mira cómo terminaron los pecadores!
Azora 7:80-84

Y a Lot. Cuando dijo a su pueblo: «¿Cometéis deshonestidad a sabiendas? ¿Os llegáis a los hombres, por concupiscencia, en lugar de llegaros a las mujeres? Sí, sois gente ignorante». Lo único que respondió su pueblo fue: «¡Expulsad de la ciudad a la familia de Lot! Son gente que se las dan de puros». Les preservamos del castigo, a él y a su familia, salvo a su mujer. Determinamos que fuera de los que se rezagaran. E hicimos llover sobre ellos una lluvia. ¡Lluvia fatal para los que habían sido advertidos...!
Azora 27:54-58

Los países de religión mayoritariamente islámica mantienen actualmente penas legales contra los homosexuales, como multas y prisión, llegándose incluso a la pena de muerte en 5 países: Irán, Mauritania, Arabia Saudita, Sudán y Yemen, y algunas partes de Nigeria y Somalia.

### Perspectiva filosófica
Si la actitud del amor ha de formar parte, en algún momento, de las descripciones que siguen las tendencias de la ciencia experimental, deberá definirse de manera tal que pueda ser observada y cuantificada con cierta precisión. Baruch de Spinoza estableció una definición que puede cuadrar con los requerimientos de las ciencias humanas y sociales. Escribió al respecto: «El que imagina aquello que ama afectado de alegría o tristeza, también será afectado de alegría o tristeza; y uno y otro de estos afectos será mayor o menor en el amante, según uno y otro sea mayor o menor en la cosa amada».
La definición de Spinoza, en la que la actitud del amor implica compartir alegrías y tristezas de otras personas, no difiere esencialmente de la definición bíblica del amor, ya que el mandamiento sugiere «compartir las alegrías y tristezas de los demás como si fuesen propias», tal el «amarás a tu prójimo como a ti mismo».
No solo esta definición se refiere a aspectos observables y contrastables con la realidad, sino que también presenta aspectos cuantificables, ya que indica que en mayor o menor medida serán compartidos los afectos, mientras mayor o menor sean la alegría o la tristeza asociada a la persona amada.
De la definición mencionada Spinoza extrae algunas conclusiones inmediatas, tales como los sentimientos que surgen hacia un tercero. Según sus propias palabras: «Si imaginamos que alguien afecta de alegría a la cosa que amamos, seremos afectados de amor hacia él. Si imaginamos, por el contrario, que la afecta de tristeza, seremos, por el contrario, afectados también de odio contra él».
Observamos, en esta expresión, que el odio aparece como una actitud opuesta al amor, como una tendencia a intercambiar (respecto del tercero mencionado) los papeles de tristeza y alegría como afectos compartidos.
Para Leibniz, la felicidad es al hombre lo que la perfección es a los entes, y esa felicidad radica fundamentalmente en el amor. El amor a Dios, según el filósofo, debe ser con ternura, y debe tener el ardor combinado con la luz. Así pues, la perfección humana consiste en amor luminoso, un amor en el que se combina la ternura con la razón.

### Perspectiva científica
Enfoque propio de disciplinas tales como biología y psicobiología, llamadas en su conjunto neurociencias, así como de la psicología y la antropología.

#### Aspectos biológicos

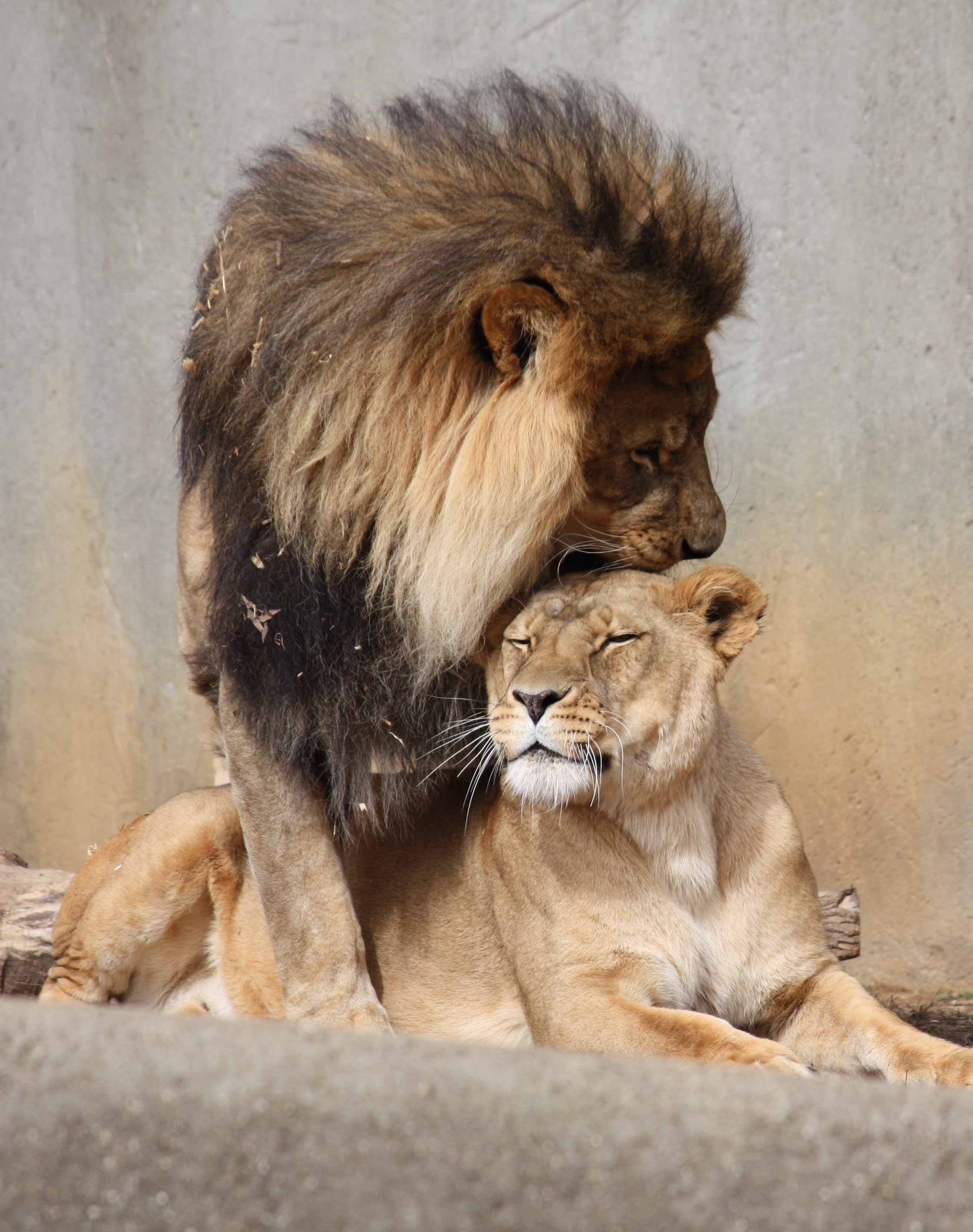
Leones en ritual de apareamiento. Zoológico de Louisville (Kentucky).

Base química del amor; visión general simplista.

El concepto de amor no es una noción técnica en biología sino un concepto del lenguaje ordinario que es polisémico (tiene muchos significados), por lo cual resulta difícil explicarlo en términos biológicos. Sin embargo, desde el punto de vista de la biología, lo que a veces se llama amor parece ser un medio para la supervivencia de los individuos y de la especie. Si la supervivencia es el fin biológico más importante, es lógico que la especie humana le confiera al amor un sentido muy elevado y trascendente (lo cual contribuye a la supervivencia). Desde la psicobiología sí tiene sentido encontrar las bases orgánicas de estados mentales concretos (como la sensación subjetiva de amor).
Sin embargo, en la mayoría de las especies animales parecen existir expresiones de lo que se llama «amor» que no están directamente relacionadas con la supervivencia. Las relaciones físicas con individuos del mismo sexo (equivalentes a la homosexualidad en el ser humano) y las relaciones sexuales por placer, por ejemplo, no son exclusivas de la especie humana, y también se observan comportamientos altruistas por parte de individuos de una especie hacia los de otras especies (las relaciones milenarias entre el ser humano y el perro son un ejemplo). Algunos biólogos tratan de explicar dichos comportamientos en términos de cooperación para la supervivencia o de conductas excepcionales poco significativas. A partir de los años 1990 psiquiatras, antropólogos y biólogos (como Donatella Marazziti o Helen Fisher) han encontrado correlaciones importantes entre los niveles de hormonas como la serotonina, la dopamina y la oxitocina y los estados amorosos (atracción sexual, enamoramiento y amor estable).

##### Modelo tripartito del amor romántico
Los modelos biológicos del sexo tienden a contemplar el amor como un impulso de los mamíferos, tal como el hambre o la sed. Helen Fisher, investigadora del Departamento de Antropología de la Universidad de Rutgers, Nueva Jersey, y experta mundial en este tema, describe la experiencia del amor en tres etapas parcialmente superpuestas: lujuria, atracción y apego, en cada una de las cuales se desarrolla un proceso cerebral distinto, aunque interconectado, y regulado hormonalmente.
1) El impulso sexual indiscriminado o excitación sexual. Este proceso está regulado por la testosterona y el estrógeno en la mayoría de los mamíferos y casi exclusivamente por la testosterona en el ser humano, y es detectable neurológicamente en el córtex cingulado anterior. De breve duración (raramente dura más de unas pocas semanas o meses), su función es la búsqueda de pareja.
2) La atracción sexual selectiva, pasión amorosa o enamoramiento, regulada por la dopamina en los circuitos cerebrales del placer. Esta segunda etapa es inusualmente prolongada en el ser humano frente a otras especies (hasta 18 meses). Consiste en un deseo más individualizado y romántico por un candidato específico para el apareamiento, que se desarrolla de forma independiente a la excitación sexual como un sentimiento de responsabilidad hacia la pareja. Recientes estudios en neurociencia han indicado que, a medida que las personas se enamoran, el cerebro secreta en crecientes cantidades una serie de sustancias químicas, incluyendo feromonas, dopamina, norepinefrina y serotonina, que actúan de forma similar a las anfetaminas, estimulando el centro del placer del cerebro y llevando a efectos colaterales tales como aumento del ritmo cardíaco, pérdida de apetito y sueño, y una intensa sensación de excitación. Las investigaciones han indicado que esta etapa generalmente termina al cabo de un año y medio a tres años.
Otra sustancia que el cerebro libera en estado de enamoramiento es la feniletilamina, que actúa sobre el sistema límbico y provoca las sensaciones y sentimientos comunes en dicho estado, además de que es un precursor de la dopamina, de ahí que esta última también se encuentre en grandes cantidades. Una pequeña modificación química puede hacer que se transforme en un estimulante (anfetamina y metilfenidato) o un antidepresivo (bupropión y la venlafaxina). La feniletilamina puede encontrarse también en alimentos como el chocolate y quesos fermentados. Según Helen Fisher, es por ello que el amor romántico es —al igual que el chocolate— adictivo.
La molécula proteínica conocida como factor de crecimiento nervioso (NGF) presenta niveles elevados cuando las personas se enamoran por primera vez, aunque esta vuelve a sus niveles previos al cabo de un año.
Tras las etapas de lujuria y atracción, es necesaria una tercera etapa para establecer relaciones a largo plazo:
3) El cariño o apego, lazo afectivo de larga duración que permite la continuidad del vínculo entre la pareja, regulado por la oxitocina y la vasopresina, que también afectan al circuito cerebral del placer; su duración es indeterminada (puede prolongarse toda la vida). El apego implica la tolerancia de la pareja (o de los hijos) durante un tiempo suficiente como para criar a la prole hasta que esta pueda valerse por sí misma. Se basa generalmente, por lo tanto, en responsabilidades tales como el matrimonio y los hijos, o bien en amistad mutua basada en aspectos como los intereses compartidos. Se ha relacionado con niveles de las sustancias químicas oxitocina y vasopresina a un nivel mayor del que se presenta en relaciones a corto plazo.
El equilibrio de los tres procesos controla la biología reproductiva de muchas otras especies, por lo que se cree que su origen evolutivo es común. La etología interpreta que el amor humano evolucionó a partir del ritual de apareamiento o cortejo de los mamíferos (despliegue de energía, persecución obsesiva y protección posesiva de la pareja y agresividad hacia los potenciales rivales).

#### Aspectos antropológicos
En una entrevista con motivo de la publicación de su libro Por qué amamos, Fisher comenta que, en la elección de la pareja, y aunque aún no se conocen los motivos concretos, se sabe que intervienen de forma importante la cultura y el momento en que se produce dicha elección (por ejemplo, debemos estar dispuestos a enamorarnos). La gente tiende a enamorarse de alguien que tiene alrededor, próximo; nos enamoramos de personas que resultan misteriosas, que no se conocen bien. Los hombres se enamoran más deprisa que las mujeres, y tres de cada cuatro personas que se suicidan cuando una relación acaba son hombres. En cuanto a la pasión, ambos sexos presentan el mismo grado, pero en los hombres se ha descubierto una mayor actividad en una pequeña región cerebral asociada con la integración de los estímulos visuales. Es algo que tiene sentido, pues [en general] el negocio de la pornografía se apoya en los hombres y las mujeres intentan constantemente agradar con su aspecto a los hombres. La investigadora refiere que, durante millones de años, el hombre ha tenido que mirar bien a la mujer y tomarle la medida para ver si ella le daría un hijo saludable. En las mujeres, se ha descubierto una mayor actividad en una de tres áreas diferentes, asociadas con la memoria y la rememoración, y no simplemente con la capacidad de recordar. También durante millones de años, una mujer no podía mirar a un hombre y saber si podría ser un buen padre y un buen marido. Para saberlo, tenía que recordar. Y actualmente las mujeres recuerdan cosas como lo que había dicho su pareja el último día de San Valentín, o su comportamiento con anterioridad. Según Fisher, es un mecanismo de adaptación que las mujeres probablemente han poseído durante cuatro millones de años, para conseguir al hombre adecuado.
El amor romántico es más fuerte que el impulso sexual. Promueve el apareo, pero, ante todo, promueve el deseo de consecución de un nexo emocional (queremos que nuestra pareja nos llame por teléfono, que se acuerde de nosotros, queremos agradarla y deseamos que ambos tengamos los mismos gustos). Una de las características principales del amor romántico, además del deseo de contacto sexual, es el de exclusividad sexual. Cuando tenemos relaciones sexuales con alguien y no lo amamos, no nos importa realmente si también las tiene con otros. Pero cuando nos enamoramos, pasamos a ser realmente posesivos, algo que en la comunidad científica llaman «vigilancia de la pareja». Por ello, el amor romántico es un arma de doble filo, pues, dependiendo del desenlace de la relación, puede derivar en una gran felicidad o una gran tristeza, la cual a su vez puede llevar, en casos extremos, al suicidio o al asesinato.
El amor y el odio son muy parecidos, con la indiferencia como el opuesto de ambos. Normalmente hacemos ambas cosas: amamos y odiamos al mismo tiempo a la persona. De hecho, el amor y el odio tienen muchas cosas en común: cuando odiamos, concentramos nuestra atención tanto como cuando amamos; cuando amamos o cuando odiamos, nos obsesiona pensar en ello, tenemos una gran cantidad de energía y nos cuesta comer y dormir.

#### Aspectos psicológicos

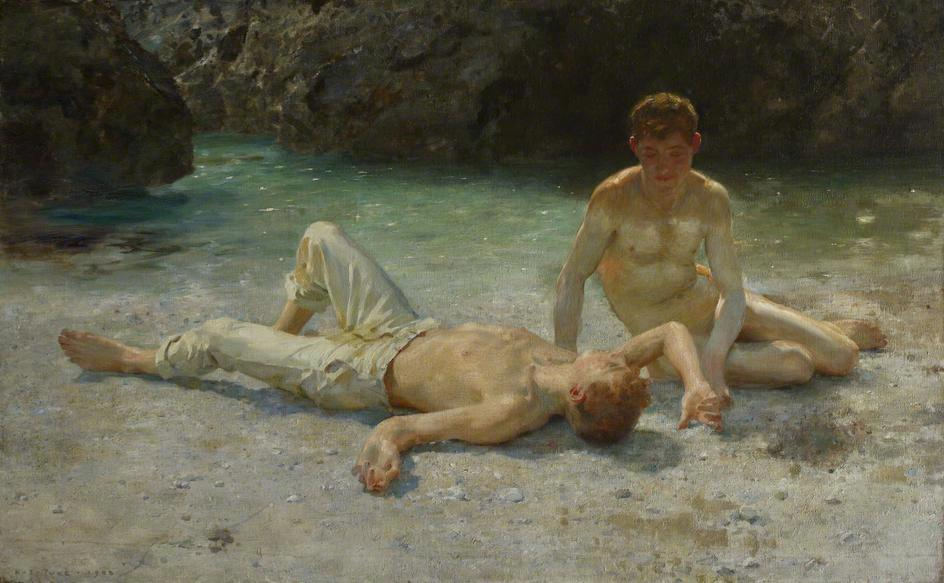
Noonday heat («Calor del mediodía», 1902). Pintura de Henry Scott Tuke.

Para presentar el punto de vista de la psicología sería preciso presentarlo de cada uno de sus enfoques/escuelas.
Desde un punto de vista de la terapia cognitivo-conductual, el amor es un estado mental orgánico que crece o decrece dependiendo de cómo se retroalimente ese sentimiento en la relación de los que componen el núcleo amoroso. La retroalimentación depende de factores tales como el comportamiento de la persona amada, sus atributos involuntarios o las necesidades particulares de la persona que ama (deseo sexual, necesidad de compañía, voluntad inconsciente de ascensión social, aspiración constante de completitud, etc.).
Desde la psicología cognitiva y psicología social, destacan las investigaciones efectuadas acerca del amor de Robert J. Sternberg, quien propuso la existencia de 3 componentes en su teoría triangular del amor:
1. La intimidad, entendida como aquellos sentimientos dentro de una relación que promueven el acercamiento, el vínculo y la conexión.
2. La pasión, como estado de intenso deseo de unión con el otro, como expresión de deseos y necesidades.
3. La decisión o compromiso, la decisión de amar a otra persona y el compromiso por mantener ese amor.

Estos tres componentes pueden relacionarse entre sí formando diferentes formas de amor: intimidad y pasión, pasión y compromiso, intimidad y compromiso, etc.
Dentro de la psicología social, algunos autores proponen una serie de arquetipos amatorios, como por ejemplo John Lee: ludus, storge, eros, ágape, manía y pragma.

Desde corrientes psicoanalíticas, para Erich Fromm el amor es un arte y, como tal, una acción voluntaria que se emprende y se aprende, no una pasión que se impone contra la voluntad de quien lo vive. El amor es, así, decisión, elección y actitud. Según Fromm, la mayoría de la gente identifica el amor con una sensación placiente. Él considera, en cambio, que es un arte, y que, en consecuencia, requiere esfuerzo y conocimiento. Desde su punto de vista, la mayoría de la gente cae en el error de que no hay nada que aprender sobre el amor, motivados, entre otras cosas, por considerar que el principal objetivo es ser amado y no amar, de modo que llegan a valorar aspectos superficiales como el éxito, el poder o el atractivo que causan confusión durante la etapa inicial del pretendido enamoramiento pero que dejan de ser influyentes cuando las personas dejan de ser desconocidas y se pierde la magia del misterio inicial. 

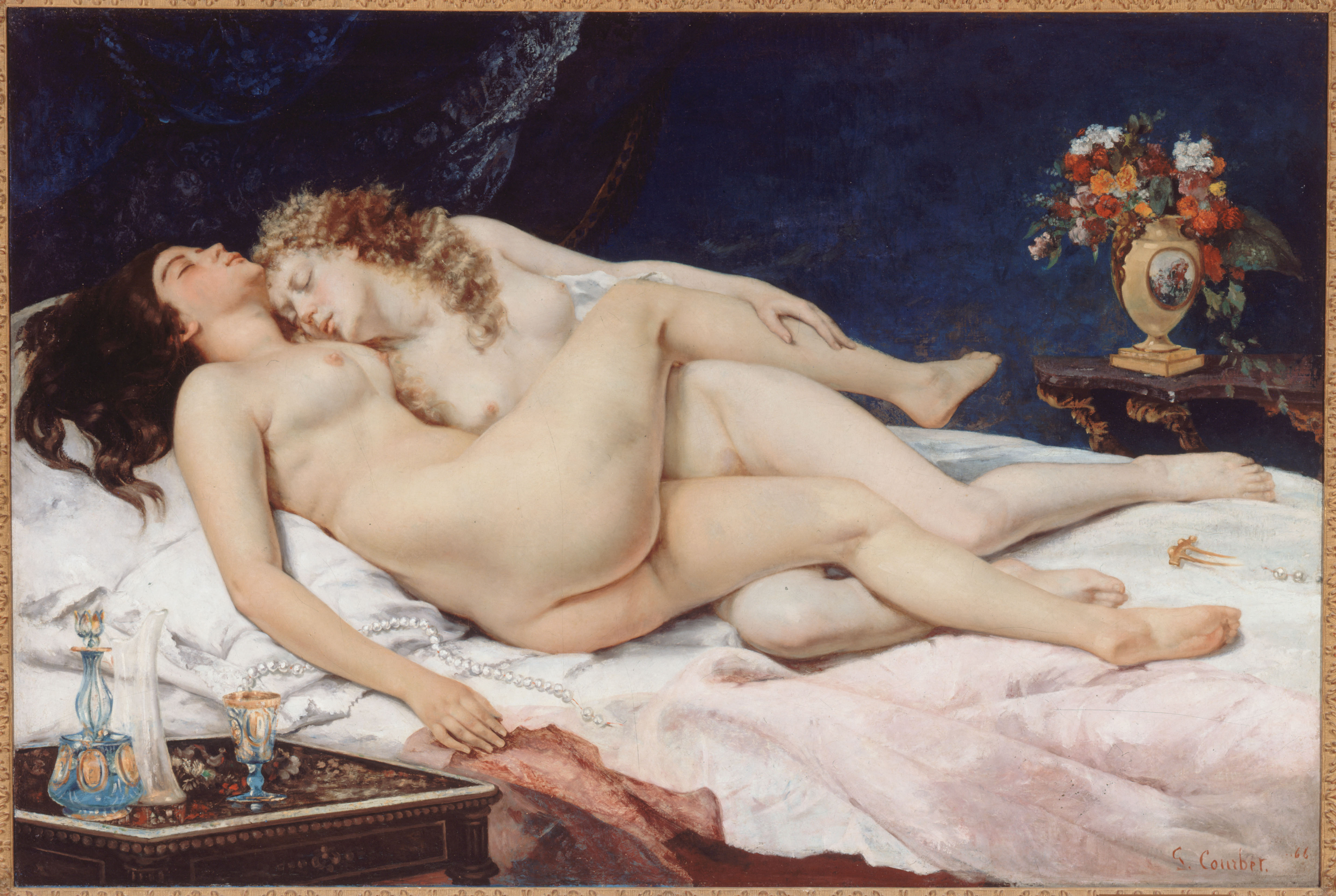
Le sommeil («El sueño», 1866). Óleo sobre lienzo de Gustave Courbet.

Así pues, recomienda proceder ante el amor de la misma forma que lo haríamos para aprender cualquier otro arte, como la música, la pintura, la carpintería o la medicina. Y distingue, como en todo proceso de aprendizaje, dos partes, una teórica y otra práctica.
Desde el punto de vista de la psicología humanista, la definición de amor más delimitada que aporta el humanismo es la de Carl Rogers, también considerada por Abraham Maslow: «amor significa ser plenamente comprendido y profundamente aceptado por alguien». Según Maslow, «el amor implica una sana y afectuosa relación entre dos personas». Partiendo de estas dos definiciones, la necesidad de amor se basa en algo que incita a las personas a ser aceptadas y adheridas a una relación. Dice Maslow: «La necesidad de amor implica darlo y recibirlo […], por tanto, debemos comprenderlo; ser capaces de crearlo, detectarlo, difundirlo; de otro modo, el mundo quedará encadenado a la hostilidad y a las sombras». Para Maslow, así como para muchos teóricos de la psicología, las necesidades o pulsiones-deseo descritas por el psicoanálisis nunca llegan a una satisfacción completa o son acompañadas por el surgimiento de una nueva necesidad, por lo cual siempre permanecerá en la persona un estado de requerimiento.
Cuando en las relaciones sentimentales existe cierto grado de egoísmo, se producen situaciones en las que uno de los amantes, por miedo al fracaso, por la inseguridad emocional que le produce su falta de autoestima, polariza su egoísmo en una muestra extrema y desesperada de altruismo, que a modo de ultimátum se manifiesta por un amor desmedido sin pensar en los límites de uno mismo, pudiendo incluso llegar a poner en peligro su propia existencia o la de la otra persona por estar experimentando un estado polarizado de obsesión. En este caso, el que ama, desea y anhela el bien y la felicidad del ser amado, y lo hace por encima de todas las cosas, pero, en última instancia, esperando obtener algo a cambio. Desde el punto de vista del budismo, es un amor con apego. En estos casos, el dar sin recibir a cambio, el sacrificarse y anteponer las necesidades del ser amado por encima de las de uno mismo, suele considerarse, para las personas que no han cultivado suficientemente el altruismo, es decir, para las personas que no son capaces de amar sin apego, una antesala al desequilibrio emocional, ya que la persona objeto de la obsesión no tiene por qué responder tal como se había premeditado; o puede incluso que, bajo una actitud igualmente egoísta, no agradezca el esfuerzo y exija aún más. No obstante, algunos confunden esa polarización con amor «verdadero» o «sano», y exigen de la otra persona el mismo comportamiento, pudiendo manifestar frustración extrema y, como salida a dicha frustración, violencia. Por los resultados evidentes en las noticias a diario, observamos una creciente tendencia a la violencia en el noviazgo, en la que los psicólogos actuales apuntan a esta patología de obsesión polarizada (desencadenada por una baja autoestima) como principal desencadenante de estos conflictos.
Recuérdese que cada uno de los enfoques en psicología tienen su propia aportación a este respecto, congruente con su propio marco teórico.

## Diferentes visiones histórico-culturales
Si bien el amor está fundado en capacidades y necesidades biológicas así como el placer sexual y el instinto de reproducción, tiene también una historia cultural. A veces se atribuye su invención a alguna tradición particular (a los sufis, a los trovadores, al cristianismo, al movimiento romántico, etcétera), pero los vestigios arqueológicos de todas las civilizaciones confirman la existencia de afecto hacia los familiares, la pareja, los niños, los coterráneos, entre otros, por lo cual las interpretaciones que postulan que el amor en general es una construcción cultural específica no parecen fundadas.
Desde el punto de vista cultural, el amor sexual se ha manifestado históricamente hacia las personas del sexo opuesto como hacia aquellas del mismo sexo. Para los griegos y durante el Renacimiento, los ideales de belleza eran encarnados en particular por la mujer y por los adolescentes de sexo masculino.
La palabra española «amor» puede tener múltiples significados, aunque relacionados, distintos entre sí dependiendo del contexto. A menudo, otros idiomas usan diferentes palabras para expresar algunos de los variados conceptos. Las diferencias culturales al conceptualizar el amor hacen aún más difícil establecer una definición universal. En la cultura maya no existía la palabra amor para con los hijos.

### Cultura persa
Incluso tras todo este tiempo
El Sol nunca dice a la Tierra «estás en deuda conmigo».
¡Observa lo que ocurre con un Amor como ese!
—Ilumina todo el Cielo.
Hafiz

Rumi, Hafiz y Sa'di son iconos de la pasión y el amor en la cultura y el lenguaje persas. La palabra persa para el amor es eshgh, que deriva de la árabe ishq. En la cultura persa, todo es abarcado por el amor y todo es por amor, empezando por el amor a los amigos y a la familia, a los maridos y esposas, y llegando finalmente al amor divino, que constituye la meta última de la vida. Hace alrededor de siete siglos, Sa'di escribió:

Los hijos de Adán son miembros de un cuerpo
Habiendo sido creados de una sola esencia.
Cuando la calamidad del tiempo aflige a un miembro
Los otros miembros no pueden continuar su descanso.
Si no tienes compasión por los problemas de otros
No mereces ser llamado por el nombre de «hombre».
Sa'di

### Cultura china y otras culturas sínicas

El carácter chino para el amor (愛) consiste en un corazón (en medio) dentro de «aceptar», «sentir» o «percibir» que muestra una emoción llena de gracia.

En el idioma chino y la cultura china contemporáneos, se usan varios términos o palabras raíz para el concepto de amor:
- Ai (愛) se usa como verbo (p. ej., wo ai ni, «te amo») o como nombre, especialmente en aiqing (愛情), «amor» o «romance». En la China continental, y desde 1949, airen (愛人, originalmente «amante», o, más literalmente, «persona de amor») es la palabra dominante para «esposo» (habiendo sido desenfatizados originalmente los términos separados para «esposa» y «marido»); la palabra tuvo una vez una connotación negativa, que permanece, entre otros lugares, en Taiwán.
- Lian (戀) generalmente no se usa de forma aislada, sino como parte de términos tales como «estar enamorado» (談戀愛, tan lian'ai —que también contiene ai), «amante» (戀人, lianren) u «homosexualidad» (同性戀, tongxinglian). En el confucianismo, lian es un amor benevolente y virtuoso que deberían buscar todos los seres humanos, y refleja una vida moral. El filósofo chino Mozi desarrolló el concepto de ai (愛) como reacción al lian confucianista. Ai, en el mohismo, es un amor universal hacia todos los seres, no solo hacia los amigos o familia, sin consideración de la reciprocidad. La extravagancia y la guerra ofensiva son hostiles hacia ai. Aunque el pensamiento de Mozi tuvo influencia, el término confucianista lian es el que la mayoría de los chinos usan para el amor.
- Qing (情), que comúnmente significa «sentimiento» o «emoción», generalmente indica «amor» en varios términos. Está contenido en la palabra aiqing (愛情). Qingren (情人) es un término usado con el significado de «amante».
- Gănqíng (感情) es el «sentimiento» de relación, vagamente similar a la empatía. Una persona expresará amor construyendo buen gănqíng, conseguido por medio de ayuda o trabajo prestados a otras personas y apego emocional hacia otra persona o hacia cualquier otra cosa.
- Yuanfen (緣份) es la conexión de destinos vinculados. Una relación significativa es generalmente concebida como dependiente de un fuerte yuanfen. Consiste en buena suerte a la hora de hacer un descubrimiento afortunado e inesperado. Conceptos similares en español son: «Estaban hechos el uno para el otro», o el «destino».
- Zaolian (simplificado: 早恋, tradicional: 早戀, pinyin: zǎoliàn), literalmente, «amor temprano», es un término contemporáneo usado frecuentemente para los sentimientos románticos o el apego entre niños o adolescentes. Describe tanto la relación entre novio y novia adolescentes como el enamoramiento de la adolescencia temprana o la niñez. El concepto indica en esencia la creencia prevalente en la cultura china contemporánea consistente en que, debido a la demanda de los estudios (derivada sobre todo del sistema educativo altamente competitivo de China), los jóvenes no crean apego romántico y por lo tanto ponen en peligro sus oportunidades de éxito futuro. Han aparecido informes en periódicos y otros medios chinos que detallan la prevalencia del fenómeno, los peligros observados en los estudiantes y los temores de sus padres.

#### Qì xi: el «San Valentín» chino
Existe una leyenda china que se dice tiene miles de años de antigüedad, que, con diversas variaciones, cuenta la historia de un joven arriero llamado Niulang (chino: 牛郎; pinyin: niú láng; literalmente «[el] arriero», o «pastor de vacas», Altair) se encontró en su camino con siete hadas bañándose en un lago. Alentado por su travieso compañero el buey, hurtó sus ropas, esperando después a ver qué sucedía. Las hermanas hadas, para recuperarlas, eligieron a la hermana menor y más bella, de nombre Zhinü (chino: 織女; pinyin: zhī nǚ; literalmente, «[la] tejedora», Vega). Ella lo hace, pero, como Niulang la había visto desnuda, se ve obligada a aceptar la propuesta de matrimonio de Niulang, que se había enamorado de ella (en otras versiones de la historia, Zhinü había escapado del aburrido cielo para divertirse y fue ella la que se enamoró de Niulang). Eran felices juntos, pero, en el reino de las hadas, la «Diosa del Cielo» (que en algunas versiones es la madre de Zhinü), tras enterarse de la impura unión, tomó su alfiler y formó un ancho río para separar a los dos amantes para siempre, creando así la Vía Láctea, que separa a las estrellas Altair y Vega. (En otra versión, la Diosa obliga al hada a volver a su tarea de tejer coloridas nubes en el cielo, ya que no podía hacerlo mientras estuviese casada con un mortal).
Zhinü permanece para siempre a un lado del río, hilando tristemente su telar, mientras Niulang la ve desde lejos, y cuida de sus dos hijos (las dos estrellas que lo rodean, Beta Aquilae y Gamma Aquilae, o, por sus nombres en chino, Hè Gu 1 y Hè Gu 3).
No obstante, una vez al año, todas las urracas del mundo, aves místicas en la cultura china, se compadecen de ellos y vuelan hasta el cielo para formar un puente (chino: 鵲橋, Que Qiao, «el puente de las urracas») sobre la estrella Deneb en la constelación del Cisne, para que los amantes puedan reunirse por una sola noche, en la séptima noche de la séptima luna, el día del amor en China.
A finales del verano, las estrellas Altair y Vega se elevan en el cielo nocturno, y los chinos cuentan y celebran esta leyenda durante el Qi xi (chino: 七夕 pinyin: qī xī, «la noche de los sietes»).
La historia presenta algunas variaciones más:
- La Diosa del Cielo, por compasión al ser tocada por el amor que existía entre ambos, decidió unirlos una vez el séptimo día del séptimo mes lunar.
- El Emperador del cielo, padre del arriero, fue quien los separó para que se concentrasen en su trabajo en lugar de en el romance.
- La estrella Deneb es un hada que actúa como carabina cuando los amantes se encuentran en el puente de las urracas.
- Los amantes pueden reunirse una vez al mes.
- Durante la noche de los sietes, en cierto momento las dos estrellas Altair y Vega se reúnen realmente a un mismo lado de la Vía Láctea.

### Cultura japonesa
En el budismo japonés, ai (愛) es un amor de cariño pasional, y un deseo fundamental. Puede desarrollarse hacia el egoísmo o el altruismo y hacia la iluminación.
Amae (甘え), una palabra japonesa que significa «dependencia indulgente», es parte de la cultura de la educación de los hijos en Japón. Se espera de las madres japonesas que abracen y mimen a sus hijos, y se espera de los hijos que recompensen a sus madres aferrándose a ellas y sirviéndolas. Algunos sociólogos han sugerido que las interacciones sociales de los japoneses en la vida de adultos se modelan en el amae entre madre e hijo.

### Cultura griega
El idioma griego distingue varios sentidos diferentes en los que se usa la palabra «amor». Por ejemplo, el griego antiguo presenta las palabras agape, philia, eros, storge y xenia. Sin embargo, con el griego (al igual que con muchos otros idiomas) ha sido históricamente difícil separar totalmente los significados de estas palabras. Al mismo tiempo, el texto en koiné de la Biblia contiene ejemplos del verbo agapó utilizado con el mismo significado que phileo.
- Agape (ἀγάπη agápē) generalmente se refiere a un tipo ideal de amor «puro», más que a la atracción física sugerida por eros. No obstante, hay algunos ejemplos de agape usados con el significado de eros. También se ha traducido como «amor del alma».
- Eros (ἔρως érōs) es un amor pasional, con deseo sensual y duradero. La palabra griega erota significa enamorado. Platón creó su propia definición. Aunque eros se siente inicialmente por una persona, con la contemplación se convierte en una apreciación de la belleza que existe dentro de esa persona, o incluso llega a ser la apreciación de la belleza en sí misma. Eros ayuda al alma a recordar el conocimiento de la belleza y contribuye a la comprensión de la verdad espiritual. Los amantes y los filósofos están todos inspirados para la búsqueda de la verdad por medio de eros. Algunas traducciones lo muestran como «amor del cuerpo».
- Philia (φιλία philía), un amor virtuoso desapasionado, fue un concepto desarrollado por Aristóteles. Incluye la lealtad a los amigos, la familia y la comunidad, y requiere virtud, igualdad, y familiaridad. Philia está motivado por razones prácticas; una o ambas partes se benefician de la relación. También puede significar «amor de la mente».
- Storge (στοργή storgē) es un afecto natural, como aquel que sienten los padres por sus hijos.
- Philautia (φιλαυτία philautía) era un término que los filósofos griegos usaban para referirse al amor propio y era considerado una virtud, pero que en exceso podía convertirse en un vicio, como la vanidad y la egolatría.
- Xenia (ξενία xenía), hospitalidad, era una práctica extremadamente importante en la Antigua Grecia. Era una amistad casi ritualizada formada entre un anfitrión y su huésped, quienes podían haber sido previamente desconocidos. El anfitrión alimentaba y proporcionaba alojamiento al huésped, de quien se esperaba recompensa únicamente con gratitud. La importancia de este amor puede verse a través de toda la mitología griega, en particular, en la Ilíada y la Odisea de Homero.

#### Reseña mitológica sobre el amor: el mito del andrógino
En la mitología griega, eran tres los sexos: lo masculino era en un principio descendiente del sol; lo femenino, de la tierra, y lo que participaba de ambos, de la luna. Estos tres sexos, y su manera de avanzar, eran, precisamente como la luna, circulares. Así pues, eran terribles por su fuerza y su vigor y tenían gran arrogancia, hasta el punto de que atentaron contra los dioses. Ante esta situación, Zeus y los demás dioses deliberaron, y se encontraron ante un dilema, ya que no podían matarlos o hacer desaparecer su raza fulminándolos con el rayo como a los gigantes —porque entonces desaparecerían los honores y sacrificios que los hombres les tributaban—, ni permitir que siguieran siendo altaneros.
Tras mucho pensarlo, al fin Zeus tuvo una idea y dijo: «Me parece que tengo una estratagema para que continúen existiendo estos seres y al mismo tiempo dejen de ser insolentes, al hacerse más débiles. Ahora mismo —continuó— voy a cortarlos en dos a cada uno, y así serán al mismo tiempo más débiles y más útiles para nosotros, al haber aumentado su número». Así pues, Zeus llevó a cabo su plan, y una vez que la naturaleza de estos seres quedó cortada en dos, cada parte empezó a echar de menos a su mitad, a reunirse con ella y rodearla con sus brazos, a abrazarse la una con la otra anhelando ser una sola por naturaleza. Desde entonces, el amor de unos a otros es innato en los hombres y mujeres y aglutinador de la antigua naturaleza, y trata de hacer un solo individuo de dos. Por eso, cuando se tropiezan con aquella verdadera mitad de sí mismos, sienten un maravilloso impacto de amistad, de afinidad y de amor, de manera que no están dispuestos a separarse.
De El Banquete de Platón.

### Cultura árabe
En árabe, que es una lengua muy rica en palabras sinónimas, existen numerosos sinónimos de la palabra «amor». Entre ellos, se encuentran: «Al Hobb» («el amor»), «Al Mawadda» («el afecto»), «Al ‘ishq» (una muy fuerte pasión), «Al Hayâm» (amor que llega a la locura), «As·sabâba» (ternura de la pasión), «Ash·shawq» (inclinación por amor hacia otra persona o algo concreto), «Al-Hawâ» (amor que domina el corazón), «Ash·shahwa» (amor mezclado con deseo), «Al Waÿd» (amor muy intenso), «Al-Gharâm» (amor que domina a la persona, y la pasión que tortura), «At-tîm» (llegar a la locura de tanto amor, amor que domina completamente a la persona).
El amor se manifiesta en diversos círculos: El amor hacia Al·lâh, El amor hacia el Mensajero de Al∙lâh, El amor del musulmán hacia el musulmán, El amor dentro de la familia musulmana, El amor hacia el no musulmán, El cariño entre el gobernante y el gobernado.
En un tercer círculo figura el amor entre los musulmanes; este amor se cristaliza en el intercambio de sentimientos de afecto sincero y en traducirlo en dichos y hechos, en lo malo y en lo bueno. Es una relación íntima y estrecha en la que los corazones y los espíritus se sienten atraídos unos hacia otros; de este modo, se consigue la satisfacción y el goce del amor entre las partes que están en armonía.
Ibn Al Qayyem enumera los tipos de amor en el marco social diciendo: «Entre ellos figura el amor que se manifiesta en un acuerdo acerca de una manera, una religión, una doctrina o un método, una proximidad, un producto o un objetivo. Existe también el amor con el objetivo de lograr algún beneficio del amado, de su potencia, riqueza, educación o para satisfacer un deseo. Este tipo es efímero y acaba una vez que se haya logrado el objetivo. El que te ama para lograr una meta, te abandona al conseguirla. El amor armonioso o el que emana de un acuerdo entre dos personas es duradero y sólo acaba cuando ocurre algo que ponga fin a este amor. El amor de gran afecto es: “una aprobación espiritual y una combinación entre las almas”».

### Cultura turca (chamánica e islámica)
En turco, la palabra «amor» aparece con varios significados. Una persona puede amar a un dios, a una persona, a sus padres, o a la familia. Pero esa persona solo puede «amar» (aşk) a una persona del sexo opuesto. Los turcos usaban esta palabra solamente para sus amores en un sentido romántico o sexual, que indicasen un enorme encaprichamiento. Esta palabra también es común para las lenguas turcas, tales como el azerí (eşq) y el kazajo (ғашық).

### Antigua Roma (latín)

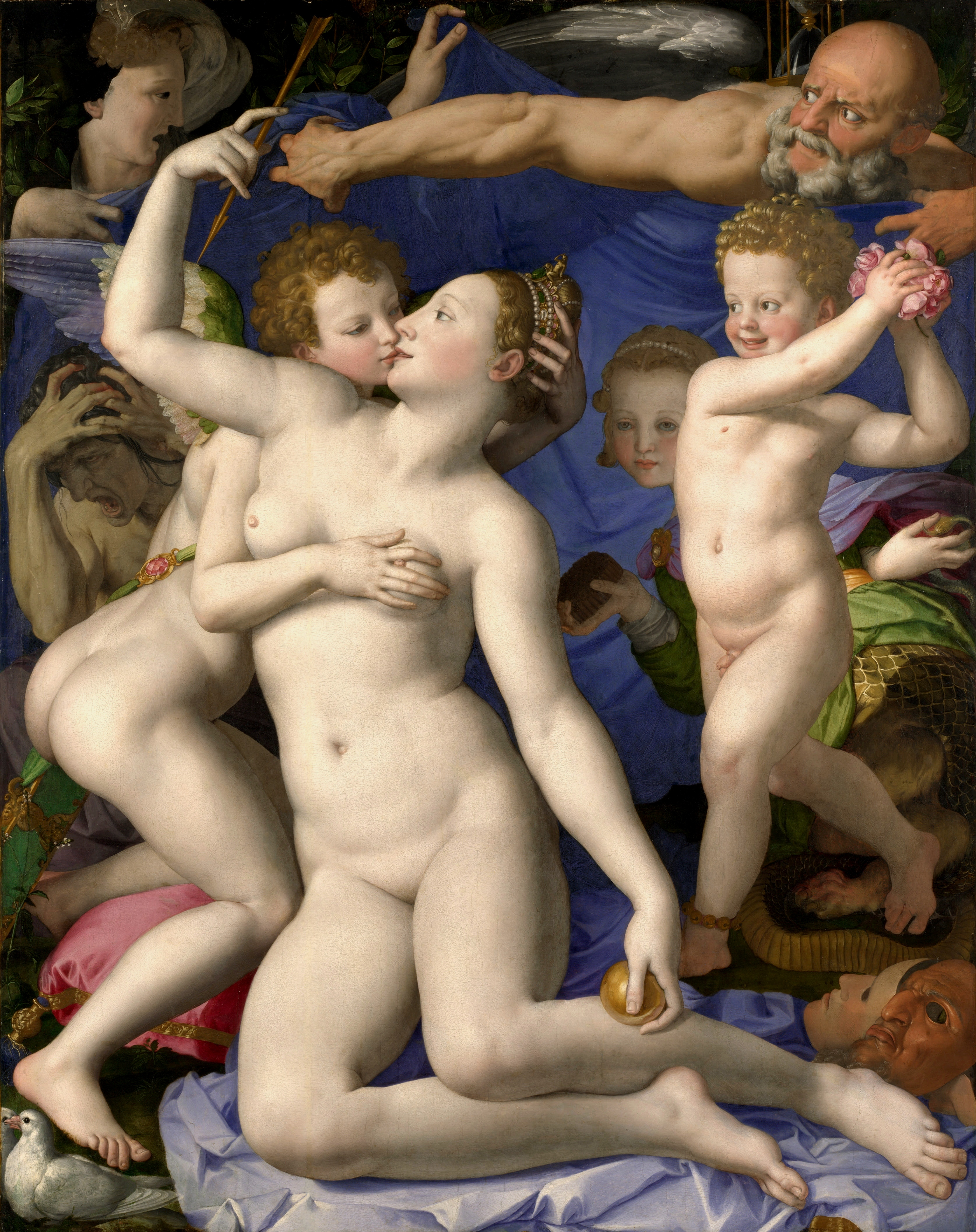
Agnolo Bronzino, Alegoría del triunfo de Venus, hacia 1540-1545. Londres, The National Gallery. El amor representado por los dos dioses acompañados por los «celos» (centro-izquierda), el «engaño» (centro-derecha), la «necedad» (arriba a la izquierda) y el «tiempo» (arriba a la derecha).

El idioma latín tiene varios verbos diferentes que se corresponden con la palabra española «amor».
- Amāre es la palabra básica para «amar», y aún lo es en el italiano actual. Los romanos la usaban tanto en un sentido afectivo como en un sentido romántico o sexual. De este verbo deriva amans —un amante, amador, «amante profesional», generalmente con la noción accesoria de lujuria— y amica, «novia», palabra generalmente usada de forma eufemística para una prostituta. El nombre correspondiente es amor, que también se usaba en la forma plural para indicar enredos amorosos o aventuras sexuales. La misma raíz produce además amicus —«amigo»— y amicitia, «amistad» (por lo general basados en el provecho mutuo, y correspondientes a veces más exactamente a «deuda» o «influencia»). Cicerón escribió un tratado llamado Sobre la amistad (De amicitia), que discute la noción hasta cierta profundidad. Ovidio escribió una guía para las relaciones amorosas llamada Ars Amatoria que trata en profundidad el amor desde las relaciones extramaritales hasta los padres sobreprotectores.

En latín a veces se usaba amāre con el sentido que damos en español a «gustar». Esta noción, no obstante, se expresa de forma mucho más generalizada con placere o delectāre, que son de uso más coloquial, siendo el último usado frecuentemente en la poesía amorosa de Catulo.
- Diligere a menudo presenta la noción de «tener afecto por», «estimar», y raramente, si no nunca, se usaba para el amor romántico. Esta palabra sería apropiada para describir la amistad de dos hombres. El nombre correspondiente, diligentia, sin embargo, tiene el significado de «diligencia» o «dedicación», y tiene cierta superposición semántica con el verbo.
- Observare es un sinónimo de diligere; este verbo y su correspondiente nombre, observantia, denotan a menudo «estima» o «afecto».
- Caritas se corresponde con el griego agape (empatía, altruismo), y se usó en traducciones de la Biblia cristiana al latín con el significado de «amor caritativo»; este significado, no obstante, no se ha hallado en la literatura clásica romana pagana. Como resultado de la combinación con una palabra griega, no existe el verbo correspondiente.
- Cupiditas se corresponde con el término griego eros (deseo sexual).
- Algunas terminologías vulgares en español, como por ejemplo filito, originado de filia, generan jerarquías de seriedad o duración de la pareja.

### Cultura anglosajona
En la cultura anglosajona la palabra «amor» (love) presenta, al igual que en español, múltiples significados. Pero, a todos aquellos que existen en el mundo hispanohablante, los angloparlantes añaden un significado adicional, más relacionado con el simple gusto por algo: I love dancing (literalmente, «amo el baile») corresponde en español a «me encanta bailar» o «me gusta mucho bailar»; he's a great actor, I love him (literalmente, «es un gran actor, le amo») corresponde a «es un gran actor, me encanta», o «es un gran actor, me gusta mucho». El psicoanálisis sitúa al amor como un comportamiento narcisista, de tal modo que el amor interpersonal es realmente amor a uno mismo en última instancia. En Estados Unidos, el psicoanálisis ha ocupado durante el siglo XX un lugar preponderante en el ámbito de la psicología, aunque actualmente existe una dura pugna entre sus detractores y defensores, que se conoce como the Freud wars. La cultura del psicoanálisis se ha extendido ampliamente por otros países, y actualmente los dos países que más se resisten a la extinción de esta corriente psicológica son Francia y Argentina.